# Толкунова, Валентина Васильевна
Валенти́на Васи́льевна Толкуно́ва (12 июля 1946, Армавир, Краснодарский край — 22 марта 2010, Москва, Россия) — советская и российская певица; народная артистка РСФСР (1987), лауреат премии Ленинского комсомола (1980).
За 44 года творческой деятельности Валентина Толкунова исполнила более 800 песен, преимущественно в жанре любовной, семейной и военно-патриотической лирики — многие из них отмечены различными наградами и пользовались успехом у слушателей разного возраста.

## Биография

### Ранние годы
Родилась в семье потомственных железнодорожников. Отец, Василий Андреевич Толкунов — уроженец города Ртищево Саратовской области, был военным железнодорожником. Мать, Евгения Николаевна Толкунова (в девичестве Смирнова; 1925—2015) — родилась в селе Танхой Прибайкальского района Бурят-Монгольской АССР, работала на станции. Семья Толкуновых проживала в станице Белореченской, куда Василий Андреевич был направлен из Забайкалья для восстановления станицы.
Валентине исполнился год и семь месяцев, когда семья переехала в Москву. Детство прошло в районе Ховрино, сначала в бараке, а потом в доме железнодорожников близ станции. В доме родителей всегда звучала музыка: пластинки с песнями в исполнении Леонида Утёсова, Клавдии Шульженко, Лидии Руслановой. Девочка выучила многие песни любимых исполнителей.
В 10 лет по конкурсу Валентина поступила в хор Центрального Дома детей железнодорожников, которым руководил Семён Осипович Дунаевский. Первым ее учителем музыки была хормейстер Татьяна Николаевна Овчинникова. В дальнейшем у Валентины не было сомнений в выборе профессии.

### Творческий путь

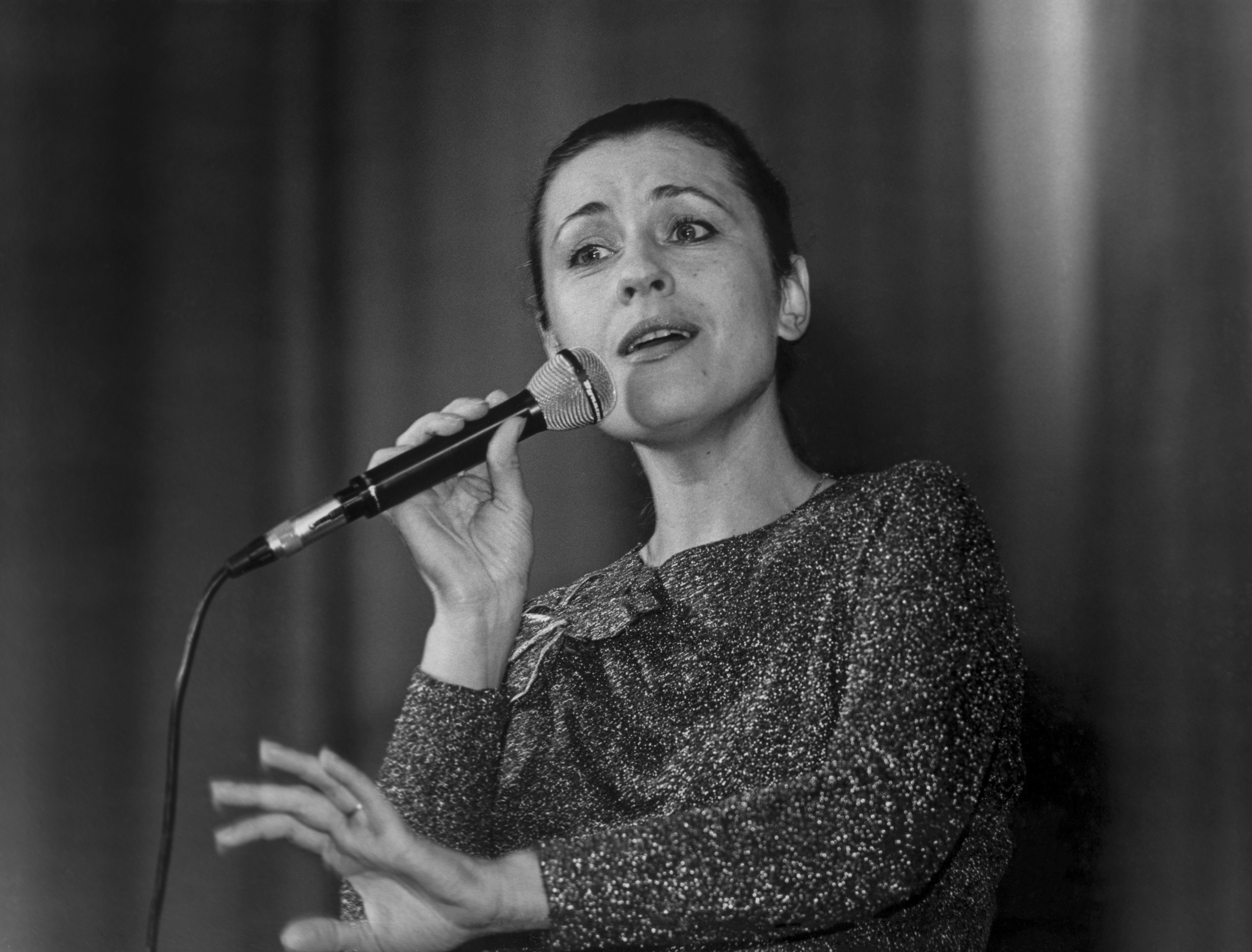
Толкунова во время выступления в Москве, 1987 год (фото Льва Медведева)

В 1964 году Толкунова поступила на дирижёрско-хоровое отделение Московского государственного института культуры.
В 1966 году Валентина прошла по конкурсу в вокально-инструментальный оркестр под управлением Юрия Саульского (ВИО-66), в котором она в течение 5 лет была солисткой-вокалисткой и пела инструментальные джазовые композиции, партии первого сопрано (с вокальной группой). В том же году, в возрасте 20 лет вышла замуж за руководителя оркестра. Совмещать занятия и гастрольные поездки с ВИО-66 было трудно, и Толкунова перевелась на заочное отделение Музыкального училища имени Гнесиных, которое и окончила в 1971 году с оценкой «отлично», продирижировав на выпускном экзамене хорами Георгия Свиридова и Дмитрия Шостаковича. В 1976 году Валентина Толкунова окончила Московский государственный институт культуры по специальности «дирижёр-хоровик».
Сама Толкунова отмечала, что её голос соответствует тембру флейты, указывала, что пение в ансамбле — это «большая школа для того, чтобы почувствовать состояние гармонии и в оркестре».
После распада ВИО-66 в 1971 году возник творческий союз с Ильёй Катаевым. Композитор написал музыку к телефильму «День за днём». Это были фуги, вокализы и много новых песен на стихи Михаила Анчарова, исполнять которые он предложил Толкуновой. Напевная, бесхитростная песня «Стою на полустаночке» из телефильма сыграла большую роль в жизни начинающей певицы. Толкунова с разрешения первой исполнительницы, народной артистки СССР Нины Сазоновой спела песню в авторском концерте Катаева, а затем с ней же выступила на телевизионном конкурсе «Артлото», заняв первое место. При этом Толкунова значительно ускорила темп песни, сделав её более энергичной и задорной.
После ухода из ВИО-66 Толкунова исполняла песни и играла эпизодические роли в нескольких фильмах и спектаклях, а также пыталась создать свой квартет из 4 исполнительниц, однако проект не был осуществлён.
В 1972 году поэт-песенник Лев Ошанин пригласил Валентину Толкунову выступить на сцене Колонного зала Дома Союзов на юбилейном концерте с песней Владимира Шаинского «Ах, Наташа». В тот вечер молодая Толкунова впервые выступала на одной сцене с Майей Кристалинской, Муслимом Магомаевым, Людмилой Зыкиной, Георгом Отсом и своим кумиром Клавдией Шульженко. Это стало началом её популярности на телевидении и радио. Началась активная работа с композиторами Э. Колмановским, М. Таривердиевым, П. Аедоницким, О. Фельцманом, Е. Жарковским, М. Минковым, В. Успенским, Е. Птичкиным, Л. Лядовой и другими.
В этом же году Павел Аедоницкий написал на стихи Екатерины Шевелёвой песню «Серебряные свадьбы». Изначально планировалось, что она прозвучит в юбилейном авторском вечере композитора в исполнении вокально-инструментального ансамбля «Орэра». Однако из-за того, что ансамбль не смог приехать для участия в концерте, Аедоницкий предложил Толкуновой срочно выучить и исполнить эту песню. Премьера была восторженно принята публикой, и с тех пор песня стала одной из «визитных карточек» певицы. Толкунова считала, что с этой песней пришло её творческое рождение.
С 1973 года регулярно участвует в телевизионных всесоюзных фестивалях «Песня года», в финале «Песни-1973» исполнила песни «Одинокая гармонь» и «Серебряные свадьбы». Постоянная участница передач «Утренняя почта», «Голубой огонёк», творческих вечеров выдающихся композиторов в Колонном зале Дома Союзов. Стала солисткой объединения «Москонцерт».
В этом же году композитор Владимир Мигуля написал песню на стихи Виктора Гина «Поговори со мною, мама». Изначально авторы планировали, что песню будет исполнять Людмила Зыкина, однако в очередной раз волею судьбы Мигуля показал эту песню Толкуновой во время своего пребывания в Москве. «Поговори со мною, мама» в её исполнении впервые передавалась 8 марта 1973 года по Всесоюзному радио. Сразу же после исполнения со всего Советского Союза на радио стали приходить мешки писем с просьбой регулярно включать песню в радиоэфир. В течение 1973 года она стала очень популярна, звучала почти каждый день, и, несмотря на ряд препятствий, заслуженно попала в финал «Песни-1974».
В 1975 году Толкунова познакомилась с концертмейстером, пианистом и композитором Давидом Ашкенази, с которым проработала более 18 лет и который был для неё учителем. Вместе с Ашкенази Толкуновой были поставлены многие прекрасные романсы, в том числе «Сероглазый король» на музыку Александра Вертинского и стихи Анны Ахматовой. В тот год единственный раз в жизни песня в исполнении Толкуновой была вырезана из телеэфира по цензурным причинам — из финальной программы «Песня-1975» была удалена песня «Не судите меня» на музыку Владислава Успенского, поскольку, как рассказывала в позднем телеинтервью сама Толкунова, стихи поэтессы Марины Осташовой про «голые колени» показались телевизионным чиновникам недостаточно моральными и не соответствующими публичному образу певицы, получившей официальное признание. Впоследствии Толкунова называла эту песню одной из своих любимых, исполняла её и а капелла.
В 1976 году в период с 17 июля по 1 августа Толкунова в составе творческой бригады деятелей культуры была направлена на Олимпийские игры в Монреале (Канада) для поддержки советских спортсменов.
В 1977 году на рождение сына композитор Борис Емельянов подарил Толкуновой песню «Носики-курносики». Композиция прозвучала со сцены и сразу же стала популярной. В 1979 году Толкунова дала свой первый сольный концерт. Тогда же певица получила звание заслуженной артистки РСФСР. На «Песне-79» она исполнила хит «Не зря мне люди говорили».
С 1979 года Толкунова начала выступать с сольными концертными программами.
3 ноября 1980 — участие в фестивале «Красная гвоздика» в Сочи.
В 1981 году в репертуаре артистки появилась тема, посвящённая Великой Отечественной войне, её ветеранам. Композитор Марк Минков и поэт Игорь Шаферан  передали  Толкуновой «Если б не было войны» — лирическую песню-исповедь о женской судьбе, опалённой войной,написанную ими к кинофильму "Приказ огонь не открывать" , где её спела певица Жанна Рождественская ,. Совместная работа над композицией шла тяжело, ведь Валентина Васильевна не имела права исполнить её хуже первой исполнительницы. Валентина Васильевна вспоминала: «Нужно было сделать не просто песню, а песню спектакль». С исполнительницей работал режиссёр. Он помогал певице прочувствовать состояние лирической героини и поставил сценические движения. По просьбе Толкуновой в композицию добавили вставки с военным маршем. Певица рассказывала: «Я понимала, что я не дотягиваю, нет того музыкального образа, который бы соответствовал этой замечательной песне одинокого сердца женщины, которая осталась вдовой, не успев даже побыть женой. Полгода шла работа, пока внутри этой песни появились марши уходящих на войну солдат <…> Я чувствовала, что зал замирает, будучи охваченным этой темой». «Если б не было войны» вошла в десятку лучших послевоенных песен о войне, написанных в XX веке. В 1990 году Толкунова выпустила одноимённый двойной альбом, в который вошли 22 песни на военно-патриотическую тему.
В 1980-е годы определилась основная тема творчества певицы, которую она сама назовёт «Разговор с женщиной». Это песни о любви и о женских судьбах, счастливых и несчастных, в каждой из которых видна душа женщины. Но какой бы ни была героиня песни Толкуновой, её никогда не покидает ожидание счастья. Таковы песни «Я не могу иначе» А. Пахмутовой, «Где ты раньше был» и «Диалог у Новогодней ёлки» Э. Колмановского, «А любовь-то лебедем» А. Монасыпова, «Вечер школьных друзей» А. Морозова, «Песенка без конца» Э. Колмановского, «Сон-трава» Е. Птичкина, «Воспоминание о былом» В. Мигули, «Уголок России» В. Шаинского, «Серёжа» Л. Квинт, «Жалейка» П. Аедоницкого и другие.
В 1982 году в эфире передачи «Голубой огонёк» впервые прозвучала песня Толкуновой «Я не могу иначе». Композитор Александра Пахмутова сама связалась с певицей, чтобы показать мелодию: она считала, что песня подходила исполнительнице по характеру. Слова написал поэт Николай Добронравов. Песня стала хитом.
В 1985 году Толкунова выпустила двойной альбом «Разговор с женщиной», в который вошли 22 песни. Для многих песен по требованию Толкуновой делалось несколько оркестровок, из которых певица выбирала наиболее подходящую.
В начале 1985 года певица дала серию концертов перед советскими воинами-интернационалистами в Афганистане, в Кабуле и Герате. Фотографии не сохранились, только воспоминания очевидцев. В конце выступления в Герате зал стоя аплодировал ей. Из воспоминаний зрителя-военнослужащего:
В зале было прохладно, Толкунова куталась в белый пуховый платок. Едва я прослушал пару песен, как меня вызвали в штаб. Поставили задачу съездить в губернаторский сад и нарвать цветов для певицы. В саду на окраине города, соблюдая осторожность, мы нарвали десятка два белых роз и привезли в клуб, где всё ещё шёл концерт.

После «перестройки» 1985 года 8 лет сотрудничала с Игорем Крутым, совместно гастролировали в США с ансамблем «Элегия». Певица отмечала, что Крутой удачно писал для неё клавир и партитуры, занимался с музыкантами, аккомпанировал, на афишах её концертов значился как руководитель ансамбля и баянист. В 1990-е годы Крутой был одним из тех, кто применительно к новой рыночной эпохе оценил песни Толкуновой как «неформат», рекомендовал ей сменить «макси» на «мини», освоить новый репертуар, встроиться в шоу-бизнес, от чего Толкунова наотрез отказалась. Будучи продюсером на телевидении, в телевизионные концерты Крутой певицу не приглашал. Композитор и шоумен Крутой в 2020 году признал, что расстались они в своё время с Толкуновой «не очень хорошо», однако связал это с отказом певицы ходатайствовать в высоких инстанциях по делам его протеже Александра Серова.
В 1986 году на сцене концертного зала «Россия» состоялась премьера драматической оперы «Русские женщины», написанной специально для Толкуновой композитором Ильёй Катаевым по мотивам поэмы Николая Некрасова, стихов Александра Пушкина и Алексея Кольцова. Созданные артисткой четыре образа отразили разнообразные характеры русских женщин и раскрыли её драматический талант. В 1990 году Толкунова записала оперу «Русские женщины» на радио.
В 1986 году Толкунова снялась в музыкальном фильме-фантазии «Верю в радугу» режиссёра Виталия Фетисова.
Участие в авторском вечере Евгения Птичкина в Колонном зале Дома Союзов 19 января 1986 года с песней «Сон-трава».
В 1987 году Толкунова становится художественным руководителем созданного ею Московского театра музыкальной драмы и песни.
В мае 1988 года на радио была записана музыкально-литературная композиция «Черёмуха» (музыка Вячеслава Ветрова, стихи Ольги Фокиной).
В 1989 году на телевидении состоялась премьера вокального цикла «Ожидание» (музыка Владислава Успенского, стихи Роберта Рождественского, режиссёр Ирина Тайманова), позднее на сцене концертного зала «Россия» моноопера получила своё сценическое воплощение с привлечением балета театра. Впервые со сцены Валентина Толкунова не только пела, но и читала стихи.
В 1990-х годах в репертуаре Толкуновой появились новые песни гражданского звучания: «Россия — Родина моя» В. Мурадели (в новой оркестровке), «Россиянка» А. Пахмутовой, «Русская деревня» С. Касторского, «Потерянный рай» В. Трофимова, «Прости меня, Россия» В. Вовченко, «Первый парень на деревне» О. Фельцмана, «Да будет жизнь» В. Ветрова, «Господа-мужики» Я. Табачника, «Разговор с маршалом Жуковым» и многие другие.
С 1995 года Толкунова включила в репертуар и исполняла до последних лет жизни песню «Зелена трава», в которой нашла отражение тема женского одиночества и эпизодических отношений.
В 2002 году был выпущен авторский альбом композитора и поэта Василия Попова «Мой придуманный мужчина», в который вошли 11 новых песен. После этого Толкунова и Попов стали лауреатами Международного благотворительного фонда «Русская культура»: певица — за сохранение традиций русской песенной культуры в музыкальном альбоме «Мой придуманный мужчина», композитор — за результативную популяризацию в западной музыкальной культуре современной русской песенной поэтики и мелодизма.
Новый этап в творчестве, стимулом к которому стали обстоятельства личной жизни, — духовные песни. Это песни на стихи Надежды Дерзновенко («Ангел мой», «Рождественская ночь»), «Спаси и сохрани» Евгения Крылатова, «Молитва» Александра Морозова на стихи Николая Рубцова, песни Владимира Вовченко, Виктора Петрова, автора и исполнительницы духовных песен Светланы Копыловой.
Театром музыкальной драмы и песни под руководством Валентины Толкуновой были поставлены музыкальные спектакли и программы: «Не оставляй меня, любовь» (1992), «Я росинка твоя, россиянка» (1995), «Новая весна Валентины Толкуновой» (1997), «России нежная душа» (2006), «Как быть счастливой» на стихи Карины Филипповой-Диодоровой (2009), «Я сегодня обеты молчанья нарушу» (2010).
Около 70 песен спето Толкуновой специально для детей, в том числе «Спят усталые игрушки» из телепередачи «Спокойной ночи, малыши!» и «Кабы не было зимы» из мультфильма «Зима в Простоквашино». В 2006 году певица выпустила 2 компакт-диска для детей «Вам, мои носики-курносики» и «На Горизонтских островах».
В марте 2010 года, находясь в Боткинской больнице, Валентина Толкунова готовила новую сольную программу ко Дню Победы. В этом году она записала свою последнюю песню — «Весенний май» Виктора Петрова.
С 1973 по 2005 год Толкунова — постоянная участница телевизионного фестиваля «Песня года». 25 раз артистка участвовала в финальных выпусках передачи. 57 песен в её исполнении прозвучало в выпусках Фестиваля, из них 27 стали лауреатами. На фестивале «Песня-1998» ей был вручён приз имени Клавдии Шульженко.
За 44 года творческой деятельности Валентиной Толкуновой было исполнено более 800 песен, в том числе на её музыку: «Моя подруга — моя Москва», «Ангел мой», «Марьюшка», «Спешите делать добрые дела», «Уходя, ничего не берите из прошлого» (совместно с Василием Поповым). Из всех произведений наиболее сложной и разнообразной с точки зрения исполнительской вокальной техники, требующей от певицы исключительного мастерства, музыкальный критик Сергей Соседов называл песню «А любовь-то лебедем» на музыку Алмаза Монасыпова и стихи Лиры Абдуллиной.
С успехом певица гастролировала в Финляндии, Японии, Индии, Германии, Люксембурге, США, Канаде, Греции, Австралии, Вьетнаме, Сингапуре, Израиле, выступала в концертных залах, избегая площадок казино, клубов и ресторанов. Её райдер не отличался претенциозностью, но артистка всегда требовала от организаторов предоставить непрокуренный, хорошо отапливаемый гостиничный номер.

### Внешний образ, увлечения, симпатии и привычки
Рост Валентины Толкуновой составлял 163 см.
В 1972 году, на своём дебютном выступлении в Колонном зале Дома Союзов, Толкунова впервые предстала перед зрителями с вплетённой в волосы жемчужной нитью. Её причёску копировали многие советские женщины, а сама певица не расставалась с ней на протяжении всей карьеры. Жемчуг называла своим любимым камнем, дорогие ювелирные украшения и бриллианты не жаловала. Для сценического образа Толкуновой был характерен образ «изящной скромной красавицы», она предпочитала минимум украшений и косметики, длинные платья и юбки в пол. В течение всей карьеры Толкунова избегала декольте, руки всегда были закрыты рукавами платья. В молодости её мягкий, нежный, обволакивающий голос сочетался с весьма сдержанной манерой поведения на сцене, в старшем возрасте исполнительская манера приобрела более экспансивный характер, включала танцевальные элементы при поддержке хореографической группы, плясовых ансамблей («Деревенская улица»); вместе с тем певица избегала спецэффектов и экспериментальной музыки.
Характерным эстрадным приёмом Толкуновой был спуск со сцены в зал с последующим плавным движением между рядов, благодаря чему у зрителей создавалось впечатление, что исполнительница поёт словно для каждого присутствующего на концерте. Иосиф Кобзон передавал образ Толкуновой и её воздействие на публику так: «Она выходила скромно одетая, с длинной, роскошной косой, такая светлая, уютная, своя. Многие воспринимали Валю как сестру, дочь, подругу, потому что её песни были понятны и близки людям. Любая женщина могла исполнить у себя на домашнем празднике весь репертуар Толкуновой — настолько легко запоминались тексты и мелодии, согревая душу».
Своими любимыми композиторами Толкунова называла Александру Пахмутову, Оскара Фельцмана и Марка Минкова. Из числа певцов-современников Толкунова в 1995 году с симпатией и как о близком ей отзывалась о творчестве Татьяны Булановой, Елены Камбуровой, Александра Градского, в 2008 году добавила к ним Дмитрия Маликова и Ирину Богушевскую. Как слушательница Толкунова предпочитала классическую и оперную музыку, как зрительница — балет и классический театр.
Толкунова прохладно относилась к косметике и использовала её по минимуму, резко негативно относилась к пластическим операциям и никогда их не делала. Умела вкусно готовить, но предпочитала пользоваться услугами домработниц. С 1978 года Толкунова сама водила автомобиль, сменила 7 машин «Жигули», на каждой из которых наездила 75 тыс. км; «Волгу» недолюбливала из-за больших габаритов; с 1990-х годов управляла малогабаритным джипом-китайской иномаркой.
Отвечая в наиболее подробном за всю жизнь интервью 2008 года Дмитрию Гордону на вопросы о жёстком характере при ангельской наружности, Валентина Толкунова, всегда приветливо общавшаяся с поклонниками своего творчества, сетовала на огромное число мужчин, в том числе и облечённых властью, на протяжении всей её карьеры желавших с ней приватно встретиться, поближе познакомиться, оказать знаки внимания, приятно провести время, пригласить поужинать и прочее. На такие предложения певица не откликалась вовсе или реагировала насмешливо, пояснив для прессы, что природа подобных вещей была ей очень хорошо известна, понятна и малоинтересна, а сами докучливые ухажёры выглядели в её глазах «как дети».
Валентина Толкунова пела для ветеранов Великой Отечественной войны, в госпиталях для солдат, раненных в Афганистане и Чечне, в женских колониях, принимала участие в благотворительных концертах для многодетных и малообеспеченных семей. Она содействовала восстановлению креста на одном из храмов Задонского монастыря в Липецкой области. Шефствовала над Кадетским корпусом Министерства юстиции в Москве и Кадетским корпусом УВД города Перми, помогала подмосковному детскому дому, являлась членом правления Фонда мира Москвы и членом правления ЦДРИ, членом учредительного совета и членом правления Центра народной помощи «Благовест». Отдыхать предпочитала не на заграничных курортах, а в российской глубинке, на склоне лет — в Зубцовском районе Тверской области; там в деревне Мозгово строила для своей семьи дом, куда планировала перебраться после завершения сценической деятельности. Другой дом Толкунова построила вблизи стен Дивеевского женского монастыря в Нижегородской области, который часто посещала паломницей и где жила в монастырской гостинице.
Была членом партии «Единая Россия»
В финале карьеры певицы образным знаком Толкуновой стала торжественная песня Вано Мурадели и Владимира Харитонова «Россия — Родина моя», которую она включала в каждый свой концерт. Эта же песня в оркестровке, сделанной специально для певицы, была избрана фоновой музыкой на открытии концерта памяти Валентины Толкуновой, состоявшегося в 2011 году в Храме Христа Спасителя по благословению патриарха Московского и всея Руси Кирилла.

### Болезнь и смерть
В 1990 году у певицы был обнаружен рак молочной железы. В 1992 году была сделана операция, проведён курс химиотерапии. В 2006 и 2009 годах сделаны повторные операции по удалению метастазов, тем не менее они продолжали медленно распространяться, и со временем болезнь генерализовалась в мозг. Несмотря на тяжёлый недуг, Толкунова продолжала активно работать: гастролировала, записывала новые песни, готовила новые концертные программы и спектакли. Эти события подтолкнули Толкунову к размышлениям о Боге и предназначении человека на земле, к духовной музыке и песнопениям, она стала совершать регулярные паломничества в монастыри и по святым местам России, в Израиль. В 1994 году едва не погибла в результате террористического акта в Тель-Авиве, после чего её религиозность ещё более усилилась.
16 февраля 2010 года во время концерта в Могилёве Толкуновой стало плохо и она была госпитализирована в реанимационное отделение местной больницы. Из Могилёва артистку перевезли в Москву на обследование в Боткинскую больницу. В больничной палате 20 марта её навестил многолетний партнёр по сцене Лев Лещенко, затем больная вызвала священника, и протоиерей Артемий Владимиров прямо в палате совершил соборование. 22 марта 2010 года в 6 часов утра впала в кому и через два часа скончалась на 64-м году жизни. Окончательный диагноз — рак мозга. Церемония прощания с народной артисткой РСФСР Валентиной Толкуновой прошла в Театре эстрады 24 марта 2010 года, отпевание проходило в храме Вознесения на Большой Никитской улице в центре Москвы, в тот же день она была похоронена на Троекуровском кладбище в Москве.

### Семья и личная жизнь
- Отец — Василий Андреевич Толкунов, военный[24] (уроженец Ртищево, Саратовской области[25]);
- Мать — Евгения Николаевна Толкунова (Смирнова)[24] (22 сентября 1925 — 17 июня 2015[источник не указан 928 дней]);
- Брат — Сергей Васильевич Толкунов (род. 6 июля 1949[26]), певец и поэт, заслуженный артист России, работал вместе с сестрой на концертах[12];
- Дед — Николай Васильевич Смирнов, был репрессирован и 17 лет провёл в лагерях[24];
- Бабушка — Анисья Никаноровна Смирнова (Стрижак) из Танхоя[24].

Официально Валентина Толкунова была замужем дважды, однако в авторитетной документалистике известно и о других её романах. Свои взгляды на личные отношения c мужчинами Толкунова характеризовала как пуританские.
Первый муж (с ноября 1966 по 1971 год) — Юрий Саульский, композитор, дирижёр вокально-инструментального оркестра (ВИО-66), на 18 лет старше Валентины. Брак продлился 5 лет и распался из-за нового романа композитора, обстоятельства развода существенно отразились на мировоззрении, репертуаре и певческих интонациях Толкуновой (об этом песня «А любовь-то лебедем в небеса»). 
Несколько лет творческое сотрудничество и личные отношения связывали певицу с композитором Ильёй Катаевым; в его авторском концерте Толкунова впервые выступала перед широкой публикой как солистка.

Дом на Патриарших прудах, где Толкунова жила с 1970-х годов до конца жизни, окна на 6-м этаже

Второй муж —  Юрий Папоров, за которого 1974 году Толкунова вышла замуж. Он был старше неё на 23 года, журналист-международник (специалист по Латинской Америке), писатель, автор книги «Хемингуэй на Кубе» и жизнеописания Маркеса.                                                                                                                                                           В браке с Папоровым 10 октября 1977 родился сын Николай Папоров, который потом в молодости имел проблемы с наркотиками и криминалитетом; Николай учился в юридической академии, работал художником по свету в Московском театре музыкальной драмы и песни Валентины Толкуновой, затем жил в Болгарии, занимался строительным бизнесом, деньги на который подарила мать. Всегда болезненно ревновал мать к её успеху у публики и советского официоза, на почве чего у него и возникла отчуждённость, что отразилось в переживаниях и некоторых песнях Толкуновой. В 1978 году, когда сыну не было и года, муж певицы Юрий Папоров был направлен по писательской работе в Мексику. Командировка в Латинскую Америку затянулась более чем на 20 лет. Толкунова с сыном осталась в России, с мужем виделась во время его редких приездов на родину, до 2010 года семейные фотографии пары в прессе не публиковались.
В середине 1980-х годов певицей увлёкся директор Института молекулярной физики РНЦ «Курчатовский институт», член-корреспондент АН СССР Владимир Баранов; по свидетельствам, собранным в документальном фильме «Первого канала», этот роман длился 20 лет, до самой смерти Баранова, был самым долгим и счастливым в жизни певицы, не являлся секретом для коллег, друзей и родственников Валентины Толкуновой.
В начале 2000-х годов Папоров вернулся в Москву, жил отдельно от Толкуновой. Валентина Толкунова публично не осуждала его за долгое отсутствие в семье, поэтому официально брак не расторгался. В подробном «итоговом» телеинтервью 2008 года Толкунова с большим почтением отозвалась и о первом, и о втором муже. Вдовец скончался через полтора месяца после смерти жены, похоронен рядом с Валентиной Толкуновой на Троекуровском кладбище.
Несколько десятилетий и вплоть до конца жизни Валентина Толкунова жила на Патриарших прудах, в 100-метровой квартире с балконом на верхнем, 6-м этаже доходного дома по адресу Ермолаевский переулок, 14 (Малая Бронная улица, 42). Поклонниками творчества Толкуновой, среди которых множество влиятельных чиновников и силовиков, Благотворительным фондом поддержки современного искусства им. В. В. Толкуновой при участии правительства Москвы изучался вопрос о выкупе жилища для устройства в нём мемориального музея-квартиры Валентины Толкуновой.

## Отзывы
На советской и российской эстраде были артистки, исполнявшие песни, которые принято называть народными. Певицы, может быть, более громкие и пробивные, больше обласканные властью и осыпанные наградами. Но если сравнивать нашу армию исполнителей с оркестром, где каждому инструменту определена своя роль и отдельная партия, ты по праву была его волшебной флейтой. А точнее — жалейкой, своим пронзительным контрапунктом выделявшим тебя из общего хора «лица необщим выраженьем»
— Газета «Музыкальная правда»

Говоря о творчестве Валентины Толкуновой, всегда подчёркивают простоту её манеры исполнения, отсутствие нарочитых жестов, поиск своего пути в искусстве.
Слушая Валентину Толкунову, я думаю об её понимании, о мудрости, которая сквозит в каждой её музыкальной фразе. Только мудрость эта особенная, женская и терпеливая, только понимание это наделено прозорливостью ребёнка, только ритм её плавных движений одухотворён душой приветливой и доброжелательной женщины, окрашивающей нам мир ровным светом нежности и постоянства.
— Микаэл Таривердиев

Я думаю, что она одна из самых великих российских, русских певиц, которая конечно же очень много сделала для своего Отечества. И вот Валя, она была такой — она гражданин, она настоящей была. Вот слово, которым можно определить её жизнь, её личность — она была настоящей.
— Лев Лещенко

…Фамилия «Толкунова» — от слова «толк». Толкуновых у нас в России тысячи, все работают и живут с толком. А один человек из них добился очень большого толку — это ты, Валя…
— Юрий Никулин на юбилейном вечере «Новая весна Валентины Толкуновой» (1997)

Лет 15 назад на стадионе «Динамо» в День Победы шло праздничное представление. Стадион был полон. Погода была жуткая: дождь со снегом, ветер. Артисты выходили в плащах, с зонтиками. Я объявляю: «Валентина Толкунова». Она выходит на поле стадиона в плаще, в перчатках, с зонтиком. Бросает зонтик, снимает плащ, остаётся в лёгоньком голубом платье и начинает петь для победителей. И весь стадион, стоя, аплодировал Валентине Толкуновой…
— Борис Брунов на юбилейном вечере «Новая весна Валентины Толкуновой» (1997)

## Дискография
- 1972 — «Поёт Валентина Толкунова»
- 1972 — «День за днём: Музыка из телеспектакля»
- 1973—1977, 1984 — «Валентина Толкунова»
- 1974 — «Валентина Толкунова поет песни В.Хорощанского»
- 1974 — «В порту»
- 1974 — «День за днём. Вторая песенная сюита из телеспектакля»
- 1974 — «Комсомольцы: Цикл песен» («Ветераны» сольно и «Комсомольцы» — в дуэте с Н.Соловьёвым)
- 1974, 1975, 1976, 1982 — «Поёт Валентина Толкунова»
- 1974 — «Валентина Толкунова поёт песни Вадима Гамалия»
- 1975—1976 — «Уж отзвенели ливни сенокоса»
- 1980 — «У Новогодней ёлки»
- 1981 — «Валентина Толкунова. Песни Александра Изотова»
- 1982 — «Если любишь — найди. Песни на стихи Льва Ошанина»
- 1983 — «Песни Вадима Орловецкого»
- 1983 — «Приглашаю тебя. Песни Серафима Туликова, на стихи Михаила Пляцковского»
- 1985 — «Девичья песня. Песни Вячеслава Ветрова, на стихи Ольги Фокиной»
- 1985 — «И всё ж побеждает добро»
- 1985 — «Разговор с женщиной» (двойной альбом)
- 1988 — «Немое кино»
- 1988 — «Песни на стихи Екатерины Шевелёвой» (музыка Надежды Козловской)
- 1988 — «Я спросил у России»
- 1989 — «Встречи — разлуки. Песни Евгения Щекалёва»
- 1989 — «Не бывает любви без разлук. Песни Юрия Чичкова на стихи Михаила Пляцковского»
- 1989, 1991 — «Серёжа»
- 1990 — «Валентина Толкунова. Парни 1941-го»
- 1990 — «Если б не было войны» (двойной альбом)
- 1990 — «Давай, дружище, помечтаем. Песни Леонида Афанасьева»
- 1992 — «Сорок пять»
- 1995 — «Я не могу иначе»
- 1996 — «Сон-трава»
- 1997 — «Я деревенская»
- 1998 — «Классические колыбельные»
- 2000 — «Валентина Толкунова. Звёзды, которые не гаснут»
- 2002 — «Мой придуманный мужчина»
- 2003 — «Валентина Толкунова. Grand Collection»
- 2004 — «Валентина Толкунова. Великие исполнители России XX века»
- 2006 — «Вам, мои носики-курносики»
- 2006 — «На Горизонтских островах»
- 2006 — «Валентина Толкунова. Любимые песни»
- 2007 — «Валентина Толкунова. Я не могу иначе. Лучшие песни»
- 2010 — «Как быть счастливой» (на стихи Карины Филипповой, вышел уже после смерти певицы).

### Песенный репертуар
- «А любовь-то лебедем» (музыка: Алмаз Монасыпов — слова: Лира Абдуллина)
- «А годы летят» (Марк Фрадкин — Евгений Долматовский)
- «А любовь пришла зимой» (Леонид Афанасьев — И. Казаков)
- «А мне совсем немного надо» (Наталья Иванова — Наталья Иванова)
- «А так хотелось главное сказать» (Сергей Ковальский — Сергей Ковальский)
- «А ты любви моей не понял» («Радуга») (Александр Флярковский — Михаил Танич)
- «А ты полюбишь» (Александр Колца — Роберт Рождественский)
- «А мне б сейчас по окружной» (В. Попов — К. Филиппова)
- «А почему ушла любовь» (Музыка: Лариса Андреева — Слова: Лариса Андреева)
- «Алёшка без отца» (Р. Майоров — М. Рябинин)
- «Ах, любовь моя, любовь» (Музыка: Амаяк Морян — Слова: Наталья Емельянова)
- «Ах» (П. Аедоницкий — Феликс Лаубе)
- «Ах, сирень-сиренюшка» (Василий Попов — Василий Попов, Надежда Попова)
- «А я вижу» (Аркадий Островский — Лев Ошанин)
- «А я не капризна» (Владимир Мигуля — Виктор Гин)
- «А я ни разу не любила» (Александр Морозов — Виктор Гин)
- «Аисты» (Виктор Петров — Геннадий Козырев)
- «Ангел мой» (Валентина Толкунова — Надежда Дерзновенко)
- «Арбат» (Андрей Ктитарёв — Карина Филиппова)
- «Ах, глаза» (В. Комаров — Н. Янина)
- «Ах, как тебя любила» (Асмик Бабаханян — Асмик Бабаханян)
- «Ах, Наташа» (Владимир Шаинский — Лев Ошанин)
- «Бабушка» (Б. Терентьев — Н. Доризо)
- «Бабушкин патефон» (И. Тамарин — Я Гальперин)
- «Бабье лето» (И. Лученок — А. Лукьянов)
- «Бабья осень» (М. Маковский — Л. Кретов)
- «Багульник» (В. Гамалия — Е. Евтушенко)
- «Байкальский ветер» (Н. Богословский — М. Матусовский)
- «Беда — не беда» (О. Иванов — В. Харитонов)
- «Белый лебедь» (Г. Пономаренко — С. Красиков)
- «Близкие подруги» (С. Ковальский — С. Ковальский)
- «Будет всё хорошо» (Л. Семёнова — Л. Семёнова)
- «Буратино» (К. Акимов — К. Филиппова)
- «Было или не было» (В. Гамалия — М. Танич)
- «Белая земля» (П. Аедоницкий — Ю. Визбор) с Эдуардом Хилем
- «Берёзовый вечер» (С. Туликов — М. Пляцковский)
- «Было солнечное утро» (А. Эшпай — Л. Дербенёв)
- «В бой, молодая гвардия» — попурри (авторы музыки: Павел Зубаков, Дмитрий Покрасс, народная, Александр Александров — авторы стихов: Борис Скорбин, Михаил Исаковский, народные, Мария Попова)
- «В городе Ноябрьске» (О. Фельцман — Б. Дубровин)
- «В деревню поеду» (Виктор Петров — Геннадий Козырев)
- «В Новогоднюю ночь» (Владимир Патрушев — Лев Ошанин)
- «В омут головой» (Оскар Фельцман — Юрий Гарин)
- «В порту (Мы пришли сегодня в порт)» (М. Минков — С. Козлов) в дуэте с Олегом Анофриевым из мультфильма «В порту» (1974)
- «Вальс на всю жизнь» (Е. Щекалев — Г. Георгиев)
- «Вальс на Голгофу» (О. Иванов — К. Филиппова)
- «Вальс влюблённых» (Л. Лядова — П. Градов) со Львом Лещенко
- «Вальс женщины» (Людмила Лядова — Владимир Лазарев)
- «Вальс невесты» (Р. Майоров — С. Гершанова)
- «Вальс фигуристов» (Людмила Лядова — Максим Геттуев, Яков Серпин)
- «Вам войну подавай» из спектакля «Как быть счастливой» (стихи Карины Филипповой)
- «Ваня» (А. Пахмутова — Н. Добронравов)
- «Варенье» (авторы неизвестны)
- «Василёчки» (Александр Чернявский — Павел Шлакат (Поль Барон)
- «Вверх да по реченьке» (Владимир Блок — Леонид Дербенёв)
- «Венчальная» (Светлана Копылова — Светлана Копылова)
- «Вера Николаевна» (авторы неизвестны)
- «Весенний май» (Виктор Петров — Геннадий Козырев)
- «Весенние страдания» (Е. Стихин — Г. Поженян)
- «Весёлая лягушка» (Анатолий Стогов — Юнна Мориц)
- «Ветераны» (Илья Катаев — Михаил Анчаров)
- «Ветка рябины» (А. Пахмутова — Н. Добронравов)
- «Веточка вербы» (Л. Осипова — В. Дагуров)
- «Вечер школьных друзей» (А.Морозов — М.Рябинин)
- «Вечерний ангел» (Виктор Петров — Иван Бунин)
- «Вечно юная Москва» (Геннадий Подэльский — Майя Лаписова)
- «Вино из одуванчиков» (Богдан Троцюк — Андрей Богословский)
- «Владычица» (Виктор Петров — Нинель Бархатова)
- «Во деревне то было, в Ольховке» (народная песня)
- «Во всём мне хочется дойти…» (Б. Власов — Б. Пастернак) Альбом «Всё это было не со мной» (1974)
- «Во имя павших и живых» (Игорь Крутой — Михаил Пляцковский)
- «Вокализ» второй (Кирилл Молчанов) Альбом «Всё это было не со мной» (1974)
- «Вокализ» первый (Кирилл Молчанов) из телефильма «Разные люди» (1973)
- «Вокализ» (Павел Аедоницкий)
- «Вокализ» (Никина Богословский) из фильма «Жили три холостяка» (1973)
- «Вокализ»первый из телеповести «День за днём», сезон 1, серия 4 (Илья Катаев)
- «Вокализ»второй (Фуга) из телеповести «День за днём», сезон 2, серия 1 (Илья Катаев)
- «Вокализ»третий из телеповести «День за днём», сезон 2, серия 4 (Илья Катаев)
- «Вокализ»четвёртый из телеповести «День за днём», сезон 2, серия 5 (Илья Катаев)
- «Вокализ»пятый из телеповести «День за днём», сезон 2, серия 6 (Илья Катаев)
- «Вокализ»шестой из телеповести «День за днём», сезон 2, серия 7 (Илья Катаев)
- «Вокализ» (Муслим Магомаев)
- «Вокализ» (Оскар Фельцман) из фильма «Это сильнее меня» (1973)
- «Вокализ» первый (Борис Чайковский) из фильма «Москва — любовь моя» (1974)
- «Вокализ» второй (Борис Чайковский) из фильма «Москва — любовь моя» (1974)
- «Володька + Наташка = любовь» (Евгений Бикташев — Филипп Вольников)
- «Воспоминание» (В. Мигуля — Л.Рубальская)
- «Вспоминая о былом» (Музыка: В. Мигуля — стихи: Максим Геттуев)
- «Вот и дожди отзвенели» (Евгений Бикташев — Иван Малохаткин)
- «Вот кто-то с горочки спустился» (музыка: народная в обработке Бориса Терентьева — слова: народные)
- «Вот чудак» (Владимир Хорощанский — Леонид Завальнюк)
- «Всемирное тяготение» (Оскар Фельцман — Владимир Новиков)
- «Всегда смотреть бывает грустно» (В. Попов — Ю. Щёлоков, В. Попов)
- «Всё до свадьбы заживёт» (С. Туликов — М. Пляцковский)
- «Всё это было не со мной» (А. Морозов — М. Рябинин)
- «Всё прошло» (Асмик Бабаханян — Асмик Бабаханян)
- «Встреча» (Григорий Гладков — Валентина Сергеева)
- «Вторая молодость» (А. Морозов — М. Рябинин)
- «Вчерашняя печаль» (Евгений Щекалёв — Анатолий Поперечный)
- «Вы вспомните меня» (Е. Крылатов — Е. Растопчина)
- «Вы помните» (В. Успенский — Л. Смоленская)
- «Вы, девочки» (В. Мигуля — М. Рябинин)
- «Вьётся речка русая» (Альберт Пресленев — Сергей Макаров, Георгий Супруненко)
- «Гармошка» («Гармошки украшали российское село») (авторы не известны)
- «Где же тут любовь» (Станислав Стемпневский — Виктор Викторов)
- «Где ты, гармонь певучая» (Марк Минков — Владимир Харитонов)
- «Где прошла беда» (Олег Кваша — Эдуард Кузнецов, Л. Алексеев)
- «Где ты раньше был?» (Э. С. Колмановский — Е. А. Долматовский)
- «Где ты, где ты, отчий дом» (Александра Пахмутова — Сергей Есенин)
- «Гляжу в озёра синие» (Леонид Афанасьев — Игорь Шаферан)
- «Говорила мать Серёжке» (Вячеслав Ветров — Геннадий Георгиев)
- «Гой-да» (Марк Карминский — Михаил Светлов)
- «Голос сердца» (Владимир Дмитриев — Михаил Рябинин)
- «Голос детства» (Б. Ривчун — В. Гин)
- «Горе ты моё» (Юрий Гурьянов — Юрий Гурьянов)
- «Город влюблённых людей» (Вадим Гамалия — Владимир Орлов)
- «Город Зубцов» (Андрей Ктитарев — Карина Филиппова)
- «Город у моря» (Станислав Пожлаков — Леонид Лучкин)
- «Город юности моей» (Серафим Туликов — Михаил Пляцковский)
- «Горькая водичка» (Олег Иванов — Карина Филиппова)
- «Господа-мужики» (Ян Табачник — Ян Табачник)
- «Горький мёд» (В. Попов)
- «Гроши не зажимайте в кулаке» из спектакля «Как быть счастливой» (стихи Карины Филипповой)
- «Да» (Аркадий Островский — Лев Ошанин)
- «Да будет жизнь» («Маршал Жуков») (Вячеслав Ветров — Геннадий Георгиев)
- «Да хранит Вас любовь» (Александр Колца — Александр Афанасьев)
- «Давай соберёмся» (Н. Иванова — А. Великоречина)
- «Давнее» (Б. Емельянов — Д. Кедрин)
- «Два друга» («Служили два друга в нашем полку») (Сергей Германов — Виктор Гусев)
- «Две тропинки в поле вились» (Владимир Пикуль — Валерий Струков)
- «Девичья беда» (Вячеслав Ветров — Сергей Викулов)
- «Девичья песня» (Михаил Шувалов — Инна Кашежева)
- «Девочка и дождь» (Е. Щекалёв — Е. Наумова)
- «Девочка с мальчиком» (Ю. Саульский — Б. Дубровин)
- «Девушка приходит на свидание» (Александр Двоскин — Борис Дубровин)
- «Дельфины» (М. Минков — О. Анофриев) в дуэте с Олегом Анофриевым из мультфильма «В порту» (1974)
- «День рождения Шопена» (Оскар Фельцман — Борис Дубровин)
- «Деревенская улица» (В. Темнов — П. Черняев)[35]
- «Деревня Никола» («Родная деревня») (Александр Морозов — Николай Рубцов)
- «Деревянные лошадки» (М. Минков — Э. Шим)
- «Дети Ленинграда» (Дмитрий Булавинцев — Дмитрий Булавинцев)
- «Детство ушло вдаль» (А. Островский — Л. Ошанин)
- «Диалог у Новогодней ёлки» (Э.Колмановский — Ю.Левитанский)
- «До конца, до тихого креста» («Молитва») (Александр Морозов — Николай Рубцов)
- «До свиданья, Москва» (Александра Пахмутова — Николай Добронравов)
- «Добрая кукушка» (Евгений Птичкин — Татьяна Ульянова)
- «Добрая примета» (М. Фрадкин — Е. Долматовский) со Львом Лещенко
- «Доброе слово» из спектакля «Как быть счастливой» (стихи Карины Филипповой)
- «Доброта» (В. Мигуля — Б. Дубровин) с Владимиром Мигулей
- «Добрые люди» (Н. Иванова — Р. Казакова)
- «Добрый мир» (Марк Минков — Пётр Высоцкий)
- «Довоенное танго» (В. Левашов — В. Крутецкий)
- «Домактёровский вальс» (Константин Листов — автор стихов не известен)
- «Домик в деревне» (Сергей Ковальский — Сергей Ковальский)
- «Домик на окраине» (В. Мигуля — А. Поперечный)
- «Домой, домой» (О. Фельцман — Б. Дубровин) с Леонидом Серебренниковым
- «Дорога» (Станислав Стемпневский — Виктор Викторов)
- «Дорогая редакция» (Г. Долотказин — Б. Ларин)
- «Дочери» (В. Пипекин — В. Лопушной)
- «Друг» (О. Фельцман — Р. Рождественский)
- «Единственный в вазе» (Давид Ашкенази — Ольга Фокина)
- «Если б не было войны» (М. Минков — И. Шаферан)
- «Если б я другой была» (Владимир Хорощанский — Инна Кашежева)
- «Если бы земля умела говорить» (Александр Стальмаков — Олег Милявский)
- «Если в мире есть любовь» («Дуэт любви») (М. Магомаев — Р. Рождественский) с Муслимом Магомаевым
- «Если добрый ты» (Борис Савельев — Михаил Пляцковский)
- «Ещё я жду своей весны» (Евгений Птичкин — Роберт Рождественский)
- «Жалейка» (Павел Аедоницкий — И. Романовский)
- «Ждёт тебя девчонка» (Владимир Хорощанский — Леонид Завальнюк)
- «Женские сны» (Оскар Фельцман — Михаил Рябинин)
- «Женское сердце» (Владимир Семёнов — Анатолий Поперечный)
- «Женщине» («То, что природой женщине дано») (авторы не известны)
- «Жёлтая рябина» (В. Гамалея — М. Поперечный)
- «Журавушка» (Эдуард Григорьянц — Владимир Фирсов)
- «За окошком света мало» (Э. Колмановский — К. Ваншенкин)
- «За что же счастье мне такое» (О. Фельцман — М. Танич)
- «Забудь меня» (Асмик Бабаханян — Асмик Бабаханян)
- «Завещание» (Вениамин Баснер — Михаил Матусовский)
- «Зажжём потешные огни» (Вадим Орловецкий — Владимир Костров)
- «Замужняя» (Александр Колца — Алла Гольцева)
- «Заповеди» (Владимир Вовченко — Татьяна Урапова)
- «Запоздалая песня» (И. Королёв — Л. Кретов)
- «Зарницы» (Никита Богословский — Михаил Матусовский)
- «Зачем меня окликнул ты» (А. Пахмутова — Л. Ошанин)
- «Звідки в тебе очi синi» (Александр Злотник — Игорь Лазаревский)
- «Звук шагов» (Илья Катаев — Михаил Анчаров)
- «Здесь, на земле, на которой живёшь» (Георгий Фиртич — Владимир Лазарев)
- «Здравствуй, любовь» (Александр Сокирянский — Ирина Бадикова)
- «Здравствуй, сынок» (Оскар Фельцман — Михаил Рябинин)
- «Зелена трава» (Владимир Дружинин — Геннадий Георгиев)
- «Земля моя» (Вадим Гамалия — Александра Тесарова)
- «Зимнее озеро» (Игорь Кирсавин — Михаил Вершинин)
- «Зимняя Москва» (Роман Майоров — Людмила Иванова)
- «Зимняя песня» (Евгений Щекалёв — Николай Рубцов)
- «Зимой в лесу» (Анатолий Стогов — Яков Аким)
- «Зимушка-зима» (Андрей Семёнов — Андрей Сёмин)
- «Зинаида» (Кирилл Молчанов — Михаил Танич)
- «Золотая рыбка» (Мурад Кажлаев — Владимир Портнов)
- «Золотое бабье лето» (Михаил Звездинский — Михаил Звездинский)
- «Золушка» (Игорь Цветков — Илья Резник)
- «И в шутку и всерьёз» (Е. Щекалёв — В. Костров) с Леонидом Серебренниковым
- «И никто не знает» (Давид Тухманов — Вероника Тушнова)
- «И посыпалось» (Василий Попов — Карина Филиппова)
- «Ивановский край» (Владислав Казенин — Лев Ошанин)
- «Иволга» (Алексей Мажуков — Онегин Юсиф оглы Гаджикасимов)
- «Игорёшка-Игорёк» (Эдуард Григорьянц — Анатолий Трилисов)
- «Идёт ребёнок по земле» (Евгений Птичкин — Иван Тарба, Елена Николаевская)
- «Из разных мы конюшен, господа» (Андрей Ктитарёв — Карина Филиппова)
- «Из старой сказки» (Леонид Афанасьев — Николай Добронравов)
- «Июльские грозы» (Людмила Лядова — Тамара Пономарёва)
- «Кабы не было зимы» (Евгений Крылатов — Юрий Энтин)
- «Как быть счастливой» из спектакля «Как быть счастливой» (стихи Карины Филипповой)
- «Как живёте» (Анатолий Стогов — Вадим Семернин)
- «Как земля прекрасна» (Борис Фиготин — Феликс Лаубе)
- «Как по морю синему» (музыка и стихи народные)
- «Как, Сахалин, дела» (Александр Изотов — Светлана Гершанова)
- «Как тебе служится» (Ян Френкель — Михаил Танич)
- «Какой ты мой» из спектакля «Как быть счастливой» (стихи Карины Филипповой)
- «Кап-кап» (Илья Катаев — Михаил Анчаров)
- «Капля счастья» (Юрий Чичков — Виталий Каратаев) с Леонидом Серебренниковым
- «Карловарские краски» (Надежда Козловская — Екатерина Шевелёва)
- «Качели» (Станислав Пожлаков — Глеб Горбовский)
- «Катерок» (Марк Минков — Сергей Козлов) в дуэте с Олегом Анофриевым из мультфильма «В порту» (1974)
- «Кэтти и Петя» (Анатолий Стогов — Вадим Семернин)
- «Колыбельная» (Борис Вишневкин — Ахмед Хамхоев, Ирина Озерова)
- «Колыбельная» (Александр Градский — Наталья Кончаловская)
- «Колыбельная» (Мурад Кажлаев — Борис Дубровин)
- «Колыбельная» (Алмаз Монасыпов — Лира Абдуллина)
- «Колыбельная» (Валерий Парамонов — Валерий Парамонов)
- «Колыбельная» (Анатолий Стогов — Вадим Семернин)
- «Колыбельная миру» (И. Крутой — К. Кулиев/Н. Гребнев)
- «Колыбельная сыну» (Л. Хмельницкая — Р. Казакова)
- «Колыбельная над Ангарой» (Владимир Агафонников — Виталий Татаринов)
- «Кольцо» (Сергей Березин — Пётр Проскурин)
- «Комсомольцы» (Илья Катаев — Михаил Анчаров)
- «Костромушка» (автор музыки неизвестен, стихи: Валентина Виноградова-Раевская)
- «Костры горят далёкие» (Борис Мокроусов — Игорь Шамов)
- «Косынка» (Вячеслав Ветров — Ольга Фокина)
- «Край удивительный — Дальний Восток» (Вадим Орловецкий — Юрий Гусев)
- «Краса-девица» (Оскар Фельцман — Игорь Шаферан)
- «Краткосрочный отпуск» (Алексей Мажуков — Онегин Гаджикасимов)
- «Криворожский вальс» (Илья Катаев — Борис Дубровин)
- «Кружится лист» (Никита Богословский — Игорь Шаферан)
- «Крылатые девчата» (Михаил Мишунов — Виктор Соколов)
- «Кто виноват» (Игорь Лученок — Николай Третьяков)
- «Куда ушла любовь» (Павел Аедоницкий — Леонид Завальнюк)
- «Кукушка» (Александр Морозов — Николай Рубцов)
- «Куплеты Настеньки» из фильма «Жили три холостяка» (Никита Богословский — Михаил Танич)
- «Лесные поляны» (Александр Колца — Мария Миронова)
- «Летели лебеди» (Александр Абрамов — Валентин Кузнецов)
- «Лети скорее, поезд» (Анатолий Стогов — Вадим Семернин)
- «Летняя вьюга» (Александр Колца — Алла Гольцева)
- «Лиловая песенка» (Игорь Якушенко — Зоя Петрова)
- «Лирическая песенка об одиноком друге» (Никита Богословский — Николай Доризо)
- «Лирическая песня» (Юрий Милютин — Евгений Долматовский)
- «Лишь бы ты меня любил» (Яков Дубравин — Виктор Гин)
- «Лишь вчера» (Евгений Крылатов — Леонид Дербенёв)
- «Лодочка» (Тихон Хренников — Михаил Матусовский)
- «Лодочка моя» (авторы не известны)
- «Луговая сторона» (Леонид Афанасьев — Леонид Куксо)
- «Лунной тропой» (Аркадий Островский — Гарольд Регистан)
- «Лунный улей» (Анатолий Стогов — Михаил Яснов)
- «Любит, не любит» (Илья Катаев — Борис Дубровин)
- «Люблино» (авторы не известны)
- «Люблю русскую берёзу» (Владимир Газарян — Александр Прокофьев)
- «Любовь — кольцо» (Ян Френкель — Михаил Танич)
- «Любо мне» (Мурад Кажлаев — Владимир Портнов)
- «Любовь прошла» (Алексей Мажуков — Андрей Дементьев)
- «Любовь, счастливой будь» (Никита Богословский — Филипп Жерар, Роберт Рождественский)
- «Маленький романс» (Оскар Фельцман — Михаил Рябинин)
- «Мама, кто на свете тебя милей» (Модест Табачников — Григорий Гридов)
- «Мама моя» (Евгений Щекалёв — Геннадий Георгиев)
- «Мама старенькая» (Светлана Копылова — Светлана Копылова)
- «Маменька» (Э. Рабкин — Н. Палькин)
- «Марьюшка» (Валентина Толкунова — Ангелина Булычёва)
- «Матрёшка» (Анатолий Стогов — Вадим Семернин)
- «Матронушка» (Владимир Вовченко — Геннадий Георгиев)
- «Между нашими домами» (Виктор Купревич — Юрий Полухин)
- «Миленький ты мой» (музыка и слова народные)
- «Милицейские жёны» (Людмила Лядова — Лев Чистяков)
- «Милый мой, не гляди мне в глаза» (Ариф Меликов — Муза Павлова) из фильма «Дела сердечные» (1973)
- «Мне завещано поле» (Вячеслав Ветров — Ольга Фокина)
- «Мне нужна любовь не напрасная…» (Евгений Бикташев — Геннадий Георгиев)
- «Мне слышится голос твой» (Валерий Кикта — Виталий Татаринов)
- «Мои Ириночка и Юля» (Анатолий Стогов — Вадим Семернин)
- «Мой верный конь» (Никита Богословский — Михаил Танич) из фильма «Жили три холостяка» (1973)
- «Мой город Горький» (Павел Аедоницкий — Игорь Шаферан) с Иосифом Кобзоном
- «Мой первый класс» (Владимир Зуев — Татьяна Кузовлёва)
- «Мой придуманный мужчина» (Василий Попов — Василий Попов)
- «Мой Сочи» (Вадим Шеповалов — Виктор Гин)
- «Мой щенок» (Анатолий Стогов — Аркадий Пресман)
- «Морская невеста» (Е. Жарковский — В. Лазарев)
- «Молодая свадьба» (Борис Терентьев — Николай Добронравов)
- «Молодость» (Надежда Козловская — Екатерина Шевелёва)
- «Молчание» (Исаак Дунаевский — Михаил Матусовский)
- «Морская лирическая» (Борис Терентьев — Николай Флеров)
- «Морская невеста» (Евгений Жарковский — Владимир Лазарев)
- «Моряк чёрноморского флота» (Александр Лукьянов — Сергей Соколкин)
- «Московская окраина» (Борис Терентьев — Сергей Куняев)
- «Моя подруга — моя Москва» (Валентина Толкунова — Геннадий Георгиев)
- «Моя родная мама» (Анатолий Стогов — Вадим Семернин)
- «Мужчины» (Эдуард Колмановский — Владимир Солоухин)
- «Музыка» (И. Крутой — К. Кулиев/Н. Гребнев)
- «Музыка прожитых лет» (Марк Минков — Юрий Рыбчинский)
- «Мы на лодочке катались» (Русская народная песня)
- «Мы навек любовью ранены» (Екатерина Семёнова — Андрей Дементьев)
- «На Горизонтских островах» (Анатолий Стогов — Борис Заходер)
- «На графских развалинах» (Оскар Фельцман — Михаил Рябинин)
- «На крылечке твоём» (Борис Мокроусов — Алексей Фатьянов)
- «На пароме» (Евгений Щекалёв — Анатолий Поперечный)
- «На пристани» (Алексей Мажуков — Валентин Кузнецов)
- «На чужбине» (Никита Богословский — Сергей Островой)
- «Нагрянули» (Евгений Щекалёв — Николай Рубцов)
- «Над рекою туман» (Юрий Саульский — Леонид Завальнюк)
- «Над Россией моей» (Кристина Аглинц — Александр Михайлов)
- «Назови меня красавицей» (Владимир Шаинский — Михаил Танич)
- «Нам не забыть» (Михаил Мишунов — Виктор Соколов)
- «Наряды» (Александр Зацепин — Леонид Куксо)
- «Наступил час ночной» (Иоганнес Брамс — Георг Шерер и Александр Машистов)
- «Настя» (Никита Богословский — Константин Ваншенкин)
- «Наши взрослые дети» (стихи Карины Филипповой) из спектакля «Как быть счастливой» (2009)
- «Не будите её так рано» (Валерий Лозовой — Анисим Кронгауз)
- «Не бывает любви без разлук» (Юрий Чичков — Михаил Пляцковский)
- «Не было этого» (Надежда Козловская — Екатерина Шевелёва)
- «Не говори „прощай“» (Михаил Клёнов — Игорь Латышев)
- «Не говорите мне о нём» (Александр Морозов — Виктор Гин)
- «Не довелось» (Александр Морозов — Михаил Рябинин)
- «Не забыли иволги меня» (Юрий Клепалов — Андрей Мищенко)
- «Не зря мне люди говорили» (Серафим Туликов — Михаил Пляцковский)
- «Не красавица красива» (Вадим Орловецкий — Иван Николюкин)
- «Не лукавьте» (Александр Дюбюк — Александр Дюбюк) с Иосифом Кобзоном
- «Не могла я» (Марат Камилов — Эдуард Шим) из телефильма «Соль земли» (1978)
- «Не рви тюльпан» (Владимир Патрушев — Лев Ошанин)
- «Не спрашивайте женщин о годах» (Евгений Крылатов — Игорь Ильинский)
- «Не судите меня» (Владислав Успенский — Марина Осташова)
- «Не торопите жизнь» (Михаил Чупров — Григорий Белкин)
- «Не уезжай насовсем» (Исаак Шварц — Владимир Высоцкий) из фильма «Чёрный принц» (1973)
- «Не хотела с ним встречаться» (Борис Рычков — Игорь Шаферан) из фильма «Надежда и опора» (1982)
- «Негромкие слова» (музыка: А. Маковский) из фильма «Фотография на память» (1985)
- «Незабудки, фиалки» (Станислав Стемпневский — Виктор Викторов)
- «Неизвестный солдат» (Владимир Газарян — Анатолий Львов)
- «Немое кино» (Никита Богословский, Филипп Жерар — Михаил Пляцковский)
- «Неразлучные друзья» (Владимир Шаинский — Михаил Танич)
- «Нет дороги у разлуки» (Юрий Саульский — Григорий Поженян)
- «Нет, мой милый» (Марк Фрадкин — Евгений Долматовский)
- «Нет, напрасно говорят» (Владимир Газарян — Татьяна Сергеева)
- «Нет прекрасней слов» (Вадим Биберган — Игорь Шаферан) с Игорем Сластенко
- «Никогда не поздно» (Михаил Зив — Михаил Матусовский) из фильма «Чрезвычайные обстоятельства» (1980)
- «Ничего не кончается» (Александр Изотов — Светлана Гершанова) в дуэте с Александром Изотовым, Сергеем Толкуновым, а также Вахтангом Кикабидзе
- «Нищая» (Александр Алябьев — Пьер Жан де Беранже, Дмитрий Ленский)
- «Норильск наш» (Леонид Афанасьев — Сергей Гребенников)
- «Носики-курносики» (Борис Емельянов — Ангелина Булычёва)
- «Ночки-денёчки» (Владимир Мигуля — Владимир Малеев)
- «Ночной звонок» (Владимир Газарян — Геннадий Георгиев) в дуэте со Львом Лещенко, Сергеем Толкуновым
- «Ночной скрипач» (Анатолий Стогов — Владимир Орлов)
- «Ну, что хорошего в любви» (Сергей Томин — Игорь Шаферан)
- «О, Кремли» (Андрей Ильин — Нурислан Ибрагимов)
- «Облачко кленовое» (Владимир Хорощанский — Виктор Гераскин)
- «Обыкновенный человек» (музыка и слова народные)
- «Огни Великих Лук» (Александр Стальмаков — Александр Горюнов)
- «Огонь родного очага» (Вячеслав Ветров — Ольга Фокина)
- «Одинокая гармонь» (Борис Мокроусов — Михаил Исаковский)
- «Одинокие женщины» (Андрей Ктитарев — Карина Филиппова)
- «Одиночество» (Владислав Успенский — Роберт Рождественский)
- «Одиночество вдвоём» (Василий Попов — Василий Попов)
- «Одуванчики» (Александр Изотов — Светлана Гершанова)
- «Озеро» (Раймонд Паулс — Лев Ошанин)
- «Ой, вставала я ранёшенько» (музыка и слова народные) из мультфильма «Русские напевы»
- «Ой, милый мой» (Владимир Вовченко — Геннадий Георгиев)
- «Околица» (Зиновий Бинкин — Вадим Семернин)
- «Орловская земля» (Вячеслав Ветров — Геннадий Георгиев)
- «Осенние листья» (Борис Мокроусов — Марк Лисянский)
- «Осенний романс» (Павел Ермишев — Андрей Дементьев)
- «Осень» (Сергей Ковальский — Сергей Ковальский) исполнено сольно и в дуэте со Львом Лещенко
- «Осторожный парень» (Николай Сизов — Александр Олицкий)
- «Отцовская гитара» (Александр Стальмаков — Николай Ширяев)
- «Отцы, не оставляйте сыновей» (Владимир Трофимов — Андрей Дементьев)
- «Офицерская честь» (Леонид Печников — Валерий Калинкин)
- «Офицерские жёны» (Владимир Газарян — Геннадий Георгиев)
- «Ох, не растёт трава зимою» (музыка и слова народные)
- «Ох, ты неверный» (Яков Дубравин — Виктор Гин)
- «Очередь за счастьем» (Евгений Птичкин — Михаил Пляцковский)
- «Памяти Эдит Пиаф» (Никита Богословский, Филипп Жерар — Михаил Львовский)
- «Парни сорок первого» (Давид Ашкенази — Владимир Бут)
- «Паутиночка» (Людмила Лядова — Михаил Танич)
- «Первая любовь» (Надежда Козловская — Екатерина Шевелёва)
- «Первое признание» (Борис Власов — Екатерина Шевелёва)
- «Первый парень на деревне» (Оскар Фельцман — Михаил Рябинин)
- «Перезрела рябина» (Вадим Орловецкий — Виктор Дзюба)
- «Переносы» (Сергей Томин — Анатолий Клёнов)
- «Песенка без конца» (Эдуард Колмановский — Игорь Шаферан)
- «Песенка Дженни» (Никита Богословский — Василий Лебедев-Кумач)
- «Песенка крокодила Гены» (Владимир Шаинский — Александр Тимофеевский), исполнена вместе с Владимиром Шаинским, Эдуардом Хилем и Ириной Понаровской
- «Песенка молодых соседей» (Аркадий Островский — Николай Доризо)
- «Песенка о бабушке» (Владимир Шаинский — Михаил Танич)
- «Песенка о Москве» (Александр Лепин — Владимир Лифшиц)
- «Песенка о мостах» (Евгений Птичкин — Лев Ошанин)
- «Песенка облаков» (Андрей Семёнов — Андрей Сёмин)
- «Песенка про абитуриента» (Владимир Чернышёв — Михаил Матусовский)
- «Песня белочки» (Игорь Якушенко — Михаил Айзенберг, Георгий Фере)
- «Песня Варвары» (Людмила Лядова — Виталий Петров)
- «Песня Василисы» (Андрей Семёнов — Андрей Сёмин)
- «Песня для Эли» (Эл Сурамели — Светлана Гершанова)
- Песня из фильма «Летние сны» (Богдан Троцюк — Анатолий Софронов)
- «Песня Исидоры» (Никита Богословский — Андрей Богословский)
- «Песня ласточки» (Жерар Буржоа, Темистокле Попа — Юрий Энтин) из фильма «Мама» (1976)
- «Песня Насти» (Филипп Кольцов — Михаил Шабров)
- «Песня наших девчонок» (Олег Иванов — Лев Ошанин)
- «Песня об Алма-Ате» (Алтынбек Коразбаев — Серикбай Оспанов)
- «Песня о Волге» (Евгений Мартынов — Андрей Дементьев)
- «Песня о волшебной стране» (Ефим Адлер — Лорина Дымова)
- «Песня о дружбе» (Никита Богословский — Михаил Танич) из фильма «Жили три холостяка» (1973)
- «Песня о женщинах» (Наталья Иванова — Анисим Кронгауз)
- «Песня о родном крае» (Евгений Крылатов — Леонид Дербенёв)
- «Песня о счастье» (Владимир Комаров — Григорий Кружков)
- «Песня о цирке» (авторы неизвестны)
- «Песня Паванны» (Ефим Адлер — Лорина Дымова)
- «Песня принцессы и солдата» (Игорь Якушенко — Александр Вилькин)
- «Песня Сесиль» (Марк Карминский — Роберт Бернс, Самуил Маршак)
- «Печали свет» (Александр Малинин — Лариса Рубальская)
- «Пёстрая косыночка» (Владимир Цветаев — Василий Попов)
- «Письмо себе» (Евгений Филиппов — Михаил Рябинин)
- «Платье подвенечное» (Олег Федосеев — Валерий Коновалов)
- «По грибы» (Вадим Гамалия — Михаил Танич)
- «По-над Сунджею-рекою» (Евгений Жарковский — Илья Сельвинский)
- «Поговори со мною, мама» (Владимир Мигуля — Виктор Гин)
- «Подмосковные вечера» (Василий Соловьёв-Седой — Михаил Матусовский)
- «Подожди немного» (Борис Терентьев — Владимир Сергеев)
- «Подслушанный разговор» (Леонид Белый — Роберт Рождественский)
- «Подумаешь» (Василий Попов — Карина Филиппова)
- «Пойми меня» (Никита Богословский — Игорь Кохановский)
- «Поколению сороковых» (Светлана Смоленцева — Павел Бушуев)
- «Полюбил богатый бедную» (Марк Минков — Марина Цветаева)
- «Поляна света» (Александр Стальмаков — Владимир Степанов) в дуэте с Евгением Курбаковым, Александром Стальмаковым
- «Попурри из песен 1930-х-1940-х годов»
- «Посвящение Отцу Духовному» (Светлана Копылова — Светлана Копылова)
- «Последний поцелуй» (Амаяк Морьян — Игорь Кобзев)
- «Последняя гармонь» (Владимир Вовченко — Геннадий Георгиев)
- «Поставь мне старую пластинку» (Василий Попов — Василий Попов)
- «Потерянный рай» (Владимир Трофимов — Владимир Трофимов)
- «Поторопи судьбу» (Михаил Шувалов — Инна Кашежева)
- «Почему же я одна» (Аркадий Островский — Лев Ошанин)
- «Почемучка» (Лариса Андреева — Лариса Андреева)
- «Почтальон спешит по свету» (Евгений Крылатов — Юрий Яковлев) из мультфильма «Почтовая рыбка» (1976)
- «Поют девчонки о любви» (Владимир Мигуля — Михаил Суворов)
- «Прасковья (песня)|» (Владимир Кристовский — Владимир Кристовский) в дуэте с братьями Кристовскими
- «Приглашаю тебя» (Серафим Туликов — Михаил Пляцковский)
- «Признание» (Аександр Колца — Алла Гольцева)
- «Признание в любви» (Серафим Туликов — Михаил Танич)
- «Про козлика» (Анатолий Стогов — Вадим Семернин)
- «Проводы» (Ирина Грибулина — Лидия Козлова)
- «Проседь» (Игорь Лученок — Михаил Ясень)
- «Прости, лес» (Владимир Вовченко — Геннадий Георгиев)
- «Прости, что я была не рядом» (Амаяк Морьян — Людмила Щипахина)
- «Прости меня, Россия» (Владимир Вовченко — Геннадий Георгиев)
- «Прости меня, черёмуха» (Вадим Биберган — Давид Лившиц)
- «Проходка (Прогулка)» (Марк Минков — Сергей Козлов) в дуэте с Олегом Анофриевым из мультфильма «В порту» (1974)
- «Прощайте, голуби» (Марк Фрадкин — Михаил Матусовский) сольно и в дуэте с Олегом Ухналёвым
- «Прощальная» (Евгений Щекалёв — Николай Тряпкин)
- «Пусть догорает вечер» (авторы не известны)
- «Пушинка белая» (Арно Бабаджанян — Андрей Вознесенский)
- «Ради любви» (Богдан Троцюк — Владимир Луговой)
- «Радуга» (Филипп Кольцов — Филипп Кольцов)
- «Раздумье» (Павел Аедоницкий — Игорь Шаферан)
- «Разные люди» (Кирилл Молчанов — Михаил Танич) из фильма «Разные люди» (1973)
- «Раскудрява яблоня кудрява» (Олег Воробьёв — Александр Прокофьев)
- «Расскажи мне, поле» (Владимир Пикуль — Валентин Кузнецов)
- «Рассказывайте сказки дочерям» (Сергей Томин — Михаил Танич)
- «Река любви» (Михаил Шувалов — Инна Кашежева)
- «Реченька» (Владимир Мигуля — Ю. Карев)
- «Речка жизни» (Эдуард Григорьянц — Юрий Самойлов)
- «Реченька туманная» (Эдуард Ханок — Анатолий Поперечный)
- «Речка Орь» (Виктор Сапрыкин — Григорий Поженян)
- «Речные страдания» (Эдуард Ханок — Сергей Островой)
- «Решила я» (Михаил Мишунов — Виктор Соколов)
- «Родители наши» (Оскар Фельцман — Юрий Гарин)
- «Родная сторонушка» (Юрий Зацарный — Дмитрий Антипов)
- «Родник» (Валентин Дубовский — Валентин Дубовский)
- «Родник» (Вячеслав Ветров — Ольга Фокина)
- «Родной» (Святослав Пучков — Светлана Мекшен)
- «Родные колосочки» (Вячеслав Ветров — Ольга Фокина)
- «Рождественская ночь» (Надежда Дерзновенко — Надежда Дерзновенко)
- «Розовая песенка» (Игорь Якушенко — Зоя Петрова)
- Романс из фильма «Три процента риска» (Вениамин Баснер — Михаил Матусовский)
- «Ромашка» (Александр Морозов — Виктор Гин)
- «Ромашки для влюблённых» (М. Чистов — Л. Татьяничева)
- «Ромео и Джульетта» (Евгений Жарковский — Анатолий Поперечный)
- «Росла красивой» (Вячеслав Ветров — Ольга Фокина)
- «Россия» (Михаил Болотный — Римма Казакова)
- «Россия белая» (Владимир Успенский — Геннадий Георгиев)
- «Россия — Родина моя» (Вано Мурадели — Владимир Харитонов)
- «Россиянка» (Александра Пахмутова — Николай Добронравов)
- «Рубили дерево» (Владимир Патрушев, Олег Дынов — Людмила Овсянникова)
- «Русалка» (авторы не известны)
- «Русская деревня» (С. Касторский — Екатерина Шантгай)
- «Русская душа» (Анатолий Кузнецов — Анатолий Кузнецов)
- «Русская земля» (Светлана Копылова — Светлана Копылова)
- «Русский вальс» (Александра Пахмутова — Николай Добронравов)
- «Русь» (Людмила Семёнова — Людмила Семёнова)
- «Ручей» (Анатолий Стогов — Вадим Семернин)
- «Рябина, в окно не стучи» (Александр Двоскин — Вадим Семернин)
- «С Днём Рожденья» (музыка: Виктор Петров)
- «С Днём Рожденья, солдат» (Амаяк Морьян — Владимир Фирсов)
- «Самая большая из наград» (стихи: Карина Филиппова) из спектакля «Как быть счастливой» (2009)
- «Самая прекрасная на свете» (Анатолий Стогов — Владимир Орлов)
- «Самолёты» (Борис Вишнёвкин — Андрей Лукьянов)
- «Самолёты и соловьи» (Алексей Мажуков — Лев Ошанин)
- «Санки» (Владимир Мигуля — Владимир Харитонов) в дуэте с Владимиров Мигулей
- «Светлячок» (музыка народная — стихи: Акакий Церетели, Натан Грунин)
- «Свирель да рожок» (Юрий Чичков — Пётр Синявский) с Леонидом Серебренниковым
- «Свыкнется-слюбится» (музыка: Леонид Афанасьев — стихи: Леонид Куксо)
- «Сельский праздник» (музыка: Александр Морозов — стихи: Юрий Марцинкевич)
- «Серебряная песенка» (музыка: Игорь Якушенко — стихи: Зоя Петрова)
- «Серебряные свадьбы» (муз. Павла Аедоницкого — ст. Екатерины Шевелёвой)
- «Серёжа» (Лора Квинт — Ю. Рыбчинский)
- «Сероглазый король» (Александр Вертинский — Анна Ахматова)
- «Сестричка» (Марк Фрадкин — Игорь Шаферан)
- «Сизари» (музыка: Лариса Андреева — стихи: Лариса Андреева)
- «Сирень» (музыка: неизвестен — стихи: Ирина Истомина)
- «Скажите, лебеди» (музыка: Валентин Левашов — стихи: Наталья Кончаловская, Михаил Андронов)
- «Сказки гуляют по свету» (Евгений Птичкин — Михаил Пляцковский)
- «Сколько у ромашки лепестков» (музыка: Марк Минков — стихи: Владимир Данько)
- «Славный товарищ мой» (музыка: Марк Карминский — стихи: Михаил Светлов)
- «Слово „нет“» (Василий Попов — К. Филиппова)
- «Случайный вальс (песня)|Случайный вальс» (музыка: Марк Фрадкин — стихи: Евгений Долматовский)
- «Смеяться, когда тебе грустно» (музыка: Станислав Стемпневский — стихи: Виктор Викторов)
- «Смуглянка» (музыка: Анатолий Новиков — стихи: Яков Шведов)
- «Снегопад» (Алексей Экимян — Алла Рустайкис)
- «Снежная баба» (музыка: Александр Жилинский — стихи: Юрий Рыбчинский)
- «Снежное чучело» (музыка: Анатолий Стогов — стихи: Джанни Родари, Самуил Маршак)
- «Снова мамин голос слышу» (Ян Френкель — Игорь Шаферан)
- «Снова падает снег» (музыка: Александр Двоскин — стихи: Борис Дворный)
- «Сны» (музыка: Михаил Шувалов — стихи: Лариса Рубальская)
- «Со всеми я знаком» (музыка: Анатолий Стогов — стихи: Вадим Семернин)
- «Совершите чудо» (музыка: Евгений Птичкин — стихи: Михаил Пляцковский)
- «Сокол ясный» (музыка: Юрий Гурьянов — стихи: Юрий Гурьянов)
- «Сокольники» (музыка: Антонина Грымова — стихи: Василий Щуплов) в дуэте с Павлом Бабаковым
- «Солдатская вдова» (музыка: Борис Терентьев — стихи: Борис Дубровин)
- «Солнечногорск» (Владимир Газарян — Эльвира Буранова)
- «Сон-трава» (Евгений Птичкин — Татьяна Коршилова)
- «Сорок пять» (Вячеслав Добрынин — Михаил Рябинин)
- «Спаси и сохрани» (Евгений Крылатов — Анастасия Суханова)
- «Спасибо, мама» (музыка: Владимир Дружинин — стихи: Геннадий Георгиев)
- «Спасибо тебе» (музыка: Сергей Ковальский — стихи: Сергей Ковальский)
- «Спешите делать добрые дела» (музыка: Владимир Мигуля — стихи: Карина Филиппова)
- «Спешите друг к другу» (музыка: Владимир Газарян — стихи: Ободияв Шамхалов)
- «Спи, дитя моё, усни» (Антон Аренский — Аполлон Майков)
- «Спи, моя радость, усни» (музыка: Иоганн Фляйшман — стихи: Бернхард Флис, София Свириденко)
- «Спой, мама» (музыка: Александр Стальмаков — стихи: Владимир Степанов) в дуэте с Александром Стальмаковым и Сергеем Толкуновым
- «Спрашивают девочки» (музыка: Александр Изотов — стихи: Светлана Гершанова)
- «Спят мальчишки» (музыка: Валерий Петров — стихи: Борис Гайкович, Юрий Полухин)
- «Спят усталые игрушки» (музыка: Аркадий Островский — стихи: Зоя Петрова)
- «Станция конечная» (Юрий Саульский — Павел Леонидов)
- «Старая дева» (музыка: Оскар Фельцман — стихи: Михаил Рябинин)
- «Старая квартира» (музыка: Лариса Андреева — стихи: Лариса Андреева)
- «Старт даёт Москва» (Александра Пахмутова — Николай Добронравов) в дуэте со Львом Лещенко
- «Старые обои» (музыка: Юрий Николаенко — стихи: Юрий Николаенко)
- «Старые слова» (Оскар Фельцман — Роберт Рождественский) сольно, в дуэте с Павлом Бабаковым, с Ринатом Ибрагимовым
- «Старый вальс» (стихи и музыка — Семён Каминский) в дуэте с Леонидом Серебренниковым
- «Старый клён» (музыка: Александра Пахмутова — стихи: Михаил Матусовский) вместе с Иосифом Кобзоном и Люсьеной Овчинниковой, а также в дуэте с Юлианом
- «Старый рояль» (музыка: Александр Морозов — стихи: Юрий Марцинкевич)
- «Старый фокстрот» (музыка: Александр Колца — стихи: Давид Усманов) в дуэте с Иосифом Кобзоном
- «Стать бы мне рябиною» (музыка: Владимир Вовченко — стихи: Геннадий Георгиев)
- «Степная горечь» (музыка: Леонид Печников — стихи: Лев Кропоткин) в дуэте с Сергеем Толкуновым
- «Стою на полустаночке» (Илья Катаев — Михаил Анчаров)
- «Страдание» (музыка: Давид Тухманов — стихи: Владимир Харитонов)
- «Странная комната» (музыка: Олег Иванов — стихи: Карина Филиппова)
- «Странная страна» (музыка: Виктор Темнов — стихи: Геннадий Георгиев)
- «Счастлив будь» (музыка: Леонид Афанасьев — стихи: Леонид Куксо)
- «Тает снег» (Эдуард Колмановский — Леонид Дербенёв)
- «Таёжный вальс» (Мартин Славин — Пётр Градов)
- «Так бывает иногда» (музыка: Павел Аедоницкий — стихи: Изяслав Романовский)
- «Такой молоденький солдат» (музыка: Михаил Зив — стихи: Михаил Матусовский)
- «Такою светлой кажется земля» (музыка: Юрий Чичков — стихи: Михаил Пляцковский)
- «Танго в дискотеке» (Оскар Фельцман — Борис Дубровин) в дуэте с Леонидом Серебренниковым
- «Танцплощадка в Сокольниках» (музыка: Людмила Иванова — стихи: Людмила Иванова)
- «Тебя любила» (Александр Морозов — Ким Рыжов)
- «Текстильный городок» (Ян Френкель — Михаил Танич) с ансамблем «Ткачихи»и сольно
- «Течёт речка» (музыка: А. Лебедев (Пётр Лимаренко?) — стихи: Владимир Орлов)
- «Тик-так» (Александр Морозов — Виктор Гин)
- «Тихий дворик, старый домик» (Василий Попов — Василий Попов)
- «Тихий снег» (музыка: Никита Богословский — стихи: Александр Галич)
- «Тишина» (музыка: Лев Тимофеев — стихи: Гайда Лагздынь)
- «Только до осени» (музыка: Людмила Осипова — стихи: Анатолий Иванушкин)
- «Тополиная метель» (музыка: Владимир Львовский — стихи: Виктор Гин)
- «Торжественный тост» (музыка: Людмила Лядова — стихи: Зиновий Ямпольский)
- «Тот день» (Вячеслав Ветров — Ольга Фокина)
- «Третий папа» (музыка: Андрей Ктитарев — стихи: Карина Филиппова)
- «Три калины» (музыка: Владимир Вовченко — стихи: Геннадий Георгиев)
- «Тропиночка» (музыка: Виталий Левин — стихи: Виталий Левин)
- «Туман рассеется» (музыка: Алексей Мажуков — стихи: Алексей Дитерихс)
- «Турмалины» (музыка: Андрей Ктитарев — стихи: Карина Филиппова)
- «Ты и я» (Вениамин Баснер — Михаил Матусовский) дуэте с Леонидом Серебренниковым
- «Ты не можешь не знать» (музыка: Владимир Шаинский — стихи: Михаил Матусовский)
- «Ты прости меня, дерево» (Илья Катаев — Михаил Анчаров)
- «Ты уедешь» (музыка: Геннадий Савельев — стихи: Сергей Красиков)
- «Ты чти, сыночек, мать» (музыка: Татьяна Исаева — стихи: Татьяна Исаева)
- «У несчастных домов» (музыка: Василий Попов — стихи: Карина Филиппова)
- «У старого окопа» (музыка: Владимир Хорощанский — стихи: Геннадий Серебряков)
- «У тебя бы не подружка» (музыка: Вячеслав Ветров — стихи: Ольга Фокина)
- «Уголок России» (Владимир Шаинский — Екатерина Шевелёва)
- «Уж отзвенели ливни сенокоса» (Владимир Хорощанский — Анатолий Поперечный)
- «Улицы» (музыка: Игорь Кантюков — стихи: Карина Филиппова)
- «Улыбка» (музыка: Владимир Шаинский — стихи: Михаил Пляцковский) в дуэте с Владимиром Шаинским
- «Уральская рябина» (музыка: Евгений Родыгин — Автор стихов: Михаил Пилипенко) в дуэте с Владиславом Тумановым
- «Уходит теплоход» (Александр Изотов — Марк Лисянский) в дуэте с Леонидом Серебренниковым
- «Уходя, ничего не берите из прошлого» (Василий Попов — К. Филиппова)
- «Февральский снег» (музыка: Евгений Клепалов — стихи: Владимир Сергеев)
- «Фонарики» (музыка: Владимир Вовченко — стихи: Вадим Семернин)
- «Харбинский вальс» (музыка: Виктор Темнов — стихи: неизвестен)
- «Ходил с Наташкою Алёшка» (Серафим Туликов — Александр Гангов)
- «Хорошая пара» (музыка: Вадим Орловецкий — стихи: Александр Романов)
- «Хочется верить» (Игорь Якушенко — Игорь Шаферан)
- «Художник» (музыка: Виктор Харлов — стихи: Аркадий Григорьев)
- «Цветы на лугу» (музыка: Анатолий Стогов — стихи: Вадим Семернин)
- «Цыганка-осень» (музыка: Эдуард Григорьянц — стихи: Александр Вратарёв)
- «Человек из мечты» (музыка: Ян Френкель — стихи: Игорь Шаферан)
- «Чем же ты меня околдовала» (музыка: Марат Камилов — стихи: Эдуард Шим)
- «Черепаха» (музыка: Анатолий Стогов — стихи: Владимир Кожемякин)
- «Черёмуха» (музыка: Вячеслав Ветров — стихи: Ольга Фокина)
- «Черёмуха» (Черёмуха за старым огородом) стихи: Ольга Фокина из музыкально — литературной композиции «Черёмуха»
- «Черёмуха» (музыка: Эдуард Колмановский — стихи: Инна Гофф)
- «Четыре коня» (музыка: Виктор Петров — стихи: Нинель Бархатова)
- «Чистый лист» (музыка: Серафим Туликов — стихи: Михаил Пляцковский)
- «Что же ты, подружка» (музыка: Евгений Птичкин — стихи: Любовь Елисеева)
- «Что ни делается — к лучшему» (музыка: Вадим Гамалия — стихи: Игорь Шаферан)
- «Что тебе сказать?» (Владимир Пипекин — К. Филиппова)
- «Что-то совершиться должно» (музыка: Семён Заславский — стихи: Николай Доризо)
- «Что ты сделала, подруга» (музыка: Валентин Левашов — стихи: Константин Ваншенкин)
- «Чудный месяц горит над рекою» (музыка: Евгений Щекалёв — стихи: Николай Рубцов)
- «Чужой помады след» (Василий Попов — К. Филиппова)
- «Шахтёрские жёны» (музыка: Владимир Пипекин — стихи: Вячеслав Лопушной)
- «Школьному другу» (Владимир Дмитриев — Михаил Рябинин)
- «Школьные товарищи» (музыка: Никита Богословский — стихи: Михаил Пляцковский) в дуэте с Леонидом Серебренниковым
- «Школьный вальс» (музыка: Исаак Дунаевский — стихи: Михаил Матусовский)
- «Шумит рябина» (музыка: Михаил Шувалов — стихи: Лариса Рубальская)
- «Это мой район рабочий» (музыка: Юрий Чичков — стихи: Михаил Пляцковский)
- «Это только кажется» (музыка: Давид Тухманов — стихи: Лидия Козлова)
- «Это я была» (Микаэл Таривердиев — Татьяна Коршилова)
- «Эхо» (музыка: Надежда Козловская — стихи: Екатерина Шевелёва)
- «Я — деревенская» (Виктор Темнов — Пётр Черняев)
- «Я ещё не стала лучше» (музыка: Светлана Копылова — стихи: Светлана Копылова)
- «Я жду весну» (музыка: Евгений Мартынов — стихи: Андрей Дементьев)
- «Я иду навстречу утру» (музыка: Василий Попов — стихи: Карина Филиппова)
- «Я люблю тебя, жизнь» (музыка: Эдуард Колмановский — стихи: Константин Ваншенкин)
- «Я не могу иначе» (муз. Александры Пахмутовой — ст. Николая Добронравова)
- «Я ночью шла по улице» (Илья Катаев — Михаил Анчаров)
- «Я по берегу, по круче» (музыка: Алмаз Монасыпов — стихи: Лира Абдуллина)
- «Я сегодня обеты молчанья нарушу» (музыка: Владимир Цветаев — стихи: Карина Филиппова)
- «Я скажу тебе всё сама» (музыка: Никита Богословский — стихи: Татьяна Дейнегина)
- «Я спою вам» (музыка: Василий Попов — стихи: Василий Попов) в дуэте с Владимиром Цветаевым
- «Я тебя подожду» (Аркадий Островский — Лев Ошанин)
- «Я шагаю сквозь горе» (стихи: Карина Филиппова) из спектакля «Как быть счастливой» (2009)
- «Яблонька» (Евгений Грязнова — Михаил Гуськов)
- «Ягода-любовь» (Авторы не известны)
- «Ярмарка» (Александр Стальмаков — Светлана Гершанова)
- «Ясным солнечным днём» (Михаил Мишунов — Леонид Дербенёв, Игорь Морозов)

### Спектакли
- Драматическая опера «Русские женщины» (по поэме Некрасова, на стихи Пушкина и Кольцова, музыка Ильи Катаева 1986)
- Музыкальный моноспектакль «Ожидание» музыка Владислава Успенского, стихи Роберта Рождественского (1989)
- «Брызги шампанского» (1991)
- «Как быть счастливой» на стихи Карины Филипповой (2009)

Сольные программы
- «Я не могу иначе» (1985)
- «Не оставляй меня, любовь» (1992) (посвящённая 25-летию творческой деятельности Валентины Толкуновой)
- «Я росинка твоя, россиянка» (1995)
- «Новая весна Валентины Толкуновой» (1997)
- «России нежная душа» (2006) (посвящённая 40-летию творческой деятельности Валентины Толкуновой)
- «Я сегодня обеты молчанья нарушу» (2010)

### Радиоспектакли
- «Черёмуха» (Музыкально-литературная композиция, 1988) (стихи Ольги Фокиной, музыка Вячеслава Ветрова, исполнитель — народная артистка России Валентина Толкунова)
- Драматическая опера «Русские женщины» (по поэме Николая Некрасова, на стихи Александра Пушкина и Алексея Кольцова, музыка Ильи Катаева, радиоверсия, 1990)

Радиоспектакли для детей
- «Огниво» («Песня солдата и принцессы», 1974) (в дуэте с Валерием Золотухиным)
- «Зайка-почтальон» (1979)
- «В стране музыкальных волшебников» — «В царстве ритмов» (В. Толкунова, Р. Суховерко, 1980)

### Озвучивание
- 1972 — Русские напевы — песня «Ой, вставала я ранёшенько»
- 1974 — Песня волшебного камня — песня «Что такое чудеса?»
- 1975 — В порту — исполнение песен
- 1976 — Почтовая рыбка — песня «Почтальон спешит по свету»
- 1977 — Старый дом
- 1981 — Белая бабочка — Белая бабочка
- 1982 — Спокойной ночи, малыши! — исполнение вступительной песни («Спят усталые игрушки»)
- 1984 — Зима в Простоквашино — песня «Кабы не было зимы»

### Фильмография
Главная роль
- 1986 — фильм-фантазия «Верю в радугу»
- 1989 — телеверсия музыкального моноспектакля «Ожидание» (музыка Владислава Успенского, стихи Роберта Рождественского)

Озвучивание ролей
- 1967 — «На два часа раньше» — исполнены две джазовые композиции в составе ВИО-66
- 1968 — телеверсия спектакля «Глазами клоуна» — за кадром вторым голосом исполнена «Песня Мари» (Юрий Саульский, Григорий Поженян)
- 1970 — Переступи порог — за кадром исполнена «Песенка про абитуриента» (Владимир Чернышёв, Михаил Матусовский)
- 1971 — Дом в пять стен — указана в титрах, но отсутствует в кадре
- 1971 — Вино из одуванчиков — за кадром исполнена песня «Вино из одуванчиков» (Богдан Троцюк, Андрей Богословский)
- 1971 — Лето рядового Дедова — сыграна эпизодическая роль, в хоре исполнена песня «Строевая» (Евгений Дога, Феликс Чуев)
- 1972 — День за днём — за кадром исполнены 6 вокализов Ильи Катаева, а также песни «Я ночью шла по улице» и «Ты прости меня, дерево» (Илья Катаев, Михаил Анчаров)
- 1972 — Летние сны — за кадром в дуэте исполнена Песня (Богдан Троцюк, Анатолий Софронов)
- 1972 — Самые красивые корабли — за кадром исполнена песня «Здесь, на земле, на которой живёшь»
- 1973 — Двое в пути — за кадром исполнена песня «Человек из мечты» (Ян Френкель, Игорь Шаферан)
- 1973 — Дела сердечные — за кадром исполнена песня «Милый мой, не гляди мне в глаза» (Ариф Меликов, Муза Павлова)
- 1973 — Жили три холостяка — за кадром исполнены песни «Математик», «Из трёх дорог» и «Песня о дружбе»/хором (Никита Богословский, Михаил Танич)
- 1973 — Назначение — за кадром исполнена песня «Было солнечное утро» (Андрей Эшпай, Леонид Дербенёв)
- 1973 — Озорные частушки — сыграна роль, за кадром исполнены песни
- 1973 — Разные люди — за кадром исполнены песни «Зинаида», «Разные люди»/дуэт со Львом Лещенко (Кирилл Молчанов, Михаил Танич) и «Вокализ» Кирилла Молчанова
- 1973 — Самые красивые корабли — за кадром исполнена песня «Здесь, на земле»
- 1973 — Ребята с нашего двора — за кадром исполнена песня «Деревянные лошадки» (Марк Минков, Эдуард Шим)
- 1973 — Следствие ведут ЗнаТоКи. Дело № 8 — за кадром исполнена песня «Где ты, гармонь певучая» (Марк Минков, Владимир Харитонов)
- 1973 — «Чёрный принц» — сыграна роль певицы из ресторана, исполнена песня «Не уезжай насовсем» (Исаак Шварц, Владимир Высоцкий)
- 1973 — Это сильнее меня — сыграна роль певицы из ресторана, исполнена песня «Старые слова» (Оскар Фельцман, Роберт Рождественский)
- 1974 — Здравствуйте, доктор — за кадром исполнена песня «А ты любви моей не понял» (Александр Флярковский, Михаил Танич)
- 1974 — Москва, любовь моя — за кадром исполнен «Вокализ» Бориса Чайковского
- 1974 — Обратная связь — за кадром исполнена песня «Ради любви» (Богдан Троцюк, В. Луговой)
- 1974 — Романс о влюблённых — за кадром исполнена «Колыбельная» Александра Градского (Александр Градский, Наталья Кончаловская)
- 1974 — Три дня в Москве — за кадром исполнена песня «Тает снег» (Эдуард Колмановский, Леонид Дербенёв)
- 1975 — Невеста с севера — за кадром исполнена песня «Пушинка белая» (Арно Бабаджанян, Андрей Вознесенский)
- 1976 — Мама — за кадром исполнена «Песня ласточки» (Жерар Буржоа, Фемистокле Попа, Юрий Энтин)
- 1976 — День семейного торжества — за кадром исполнена песня «Нет прекрасней слов»/дуэт с Игорем Сластенко (Вадим Биберган, Игорь Шаферан)
- 1977 — Солдаты свободы — сыграна роль певицы, исполнена песня «Смуглянка» (Анатолий Новиков, Яков Шведов)
- 1978 — Близкая даль — за кадром исполнена песня «Ты не можешь не знать» (Михаил Матусовский, Владимир Шаинский)
- 1978 — Колька-опера — за кадром исполнена песня «Ну что хорошего в любви» (Сергей Томин, Игорь Шаферан)
- 1978 — Накануне премьеры — за кадром исполнена песня «Неразлучные друзья» (Владимир Шаинский, Михаил Танич)
- 1978 — Пятый десяток — Телеверсия спектакля — за кадром исполнена песня «Подрастают малыши» (Георгий Портнов, Юрий Погорельский)
- 1978 — Соль земли — за кадром исполнены песни «Чем же ты меня околдовала» и «Не могла я» (Марат Камилов, Эдуард Шим)
- 1979 — Здравствуйте, я приехал — за кадром исполнена песня «Здравствуй, любовь» (Александр Сокирянский, Ирина Бадикова)
- 1980 — Чрезвычайные обстоятельства — за кадром исполнена песня «Никогда не поздно» (Михаил Зив, Михаил Матусовский)
- 1981 — Полынь — трава горькая — за кадром исполнена песня «Где ты, где ты, отчий дом» (Александра Пахмутова, Сергей Есенин)
- 1982 — Надежда и опора — за кадром исполнена песня «Не хотела с ним встречаться» (Борис Рычков, Игорь Шаферан)
- 1985 — Фотография на память — за кадром исполнена песня «Негромкие слова» (Андрей Маковский)
- 2013 — Любовь — не картошка — за кадром исполнена «Песня о счастье» (Владимир Комаров — Григорий Кружков)

Фильмы-концерты
- 1967 — Экспромт-ревю, пьеса «Знакомство с оркестром»
- 1972 — Весенние ритмы
- 1974 — Поёт Валентина Толкунова
- 1974 — Песня остаётся с человеком. Музыка Аркадия Островского
- 1978 — Песни Эдуарда Колмановского
- 1978 — Песни Павла Аедоницкого
- 1981 — Песни Евгения Птичкина
- 1981 — Зимняя сказка
- 1981 — Мелодии Людмилы Лядовой
- 1982 — Сергей Островой. Стихи и песни
- 1983 — Песня в солдатской шинели
- 1983 — Утро года из цикла «Времена года»
- 1986 — Интервью у музыки (Песни Никиты Богословского)
- 1986 — Песни Евгения Щекалёва
- 1987 — Как прекрасны жизнь и земля
- 1988 — Концерт советской песни
- 1988 — Что знает о любви любовь
- 1989 — Премьера года
- телефильм День весны (Песни Серафима Туликова)
- 1991 — Песни Вадима Гамалии
- 1998 — Военно-полевой романс

## Память
- 1 июля 2011 года состоялось торжественное открытие мемориальной доски Валентине Толкуновой на здании Московского государственного университета культуры и искусств. Инициатором установки выступил ректор МГУКИ Рамазан Абдулатипов, скульптор — Григорий Потоцкий[36].
- 21 августа 2011 года в городе Белореченск Краснодарского края состоялось открытие памятника Толкуновой[3]. Бронзовый монумент высотой 2,85 м был изготовлен на средства местных предпринимателей по инициативе главы Белореченского района Ивана Имгрунта. Автор памятника — московский скульптор Ирина Макарова[37].
- 31 августа 2011 года состоялось открытие памятника на могиле Толкуновой на Троекуровском кладбище. Певица похоронена напротив кладбищенской часовни, рядом с ней похоронен муж — Юрий Папоров, который лишь на месяц с небольшим пережил супругу.
- В 2011 году при поддержке Центра народной помощи «Благовест» издана книга мемуаров Валентины Толкуновой «Душа России».
- Имя Валентины Толкуновой присвоено музыкальной школе на родине её отца в городе Ртищево Саратовской области[25].
- Открылся музей Валентины Толкуновой на её родине в Армавире (Краснодарский край)[25].
- В 2013 году вышел художественный сериал по мотивам её биографии «Она не могла иначе» (в роли Алевтины Толкачёвой — Ольга Фадеева, а песни в фильме исполняла Юлия Михальчик). Песни Толкуновой в память о ней включили в свой репертуар также эстрадные певицы Татьяна Острягина, Юлия Борисевич, Ксения Грачёва[38][11][17].
- В 2016 году, к 70-летию со дня рождения певицы Благотворительный фонд поддержки современного искусства им. Валентины Толкуновой выпустил документальный фильм «Знакомая незнакомка»[12].
- В сериале «Ученица Мессинга» (2017) выведена под именем «Валентина Толкалова», в роли певицы — Елизавета Нилова.
- В посёлке Родники Белореченского района новой средней общеобразовательной школе № 31 присвоено имя Валентины Толкуновой.
- При поддержке Министерства культуры Российской Федерации ежегодно с 2014 года в Москве проходит Фестиваль-конкурс русской народной и современной эстрадной песни имени народной артистки России Валентины Толкуновой «Душа России».
- 22 февраля 2019 года в Доме-музее М. Н. Ермоловой (Театральном салоне на Тверском бульваре) открылась выставка «Валентина Толкунова. Разговор с женщиной», посвящённая творчеству артистки. Выставка продлилась до 17 марта 2019 года[39][14]

### Документальные фильмы и телепередачи о Валентине Толкуновой
- «Валентина Толкунова. „Буду любить я Вас всегда…“» («Первый канал», 2010)[40]
- «Валентина Толкунова. „Ты за любовь прости меня…“» («Первый канал», 2014)[41][42]
- «Валентина Толкунова. „Голос русской души“» («Первый канал», 2016)[43][44][11]
- «Валентина Толкунова. „Соломенная вдова“» («ТВ Центр», 2020)[45]
- «Валентина Толкунова. „Половины счастья мне не надо“» («ТВ Центр», 2022)

## Награды и почётные звания
Государственные награды СССР и Российской Федерации:

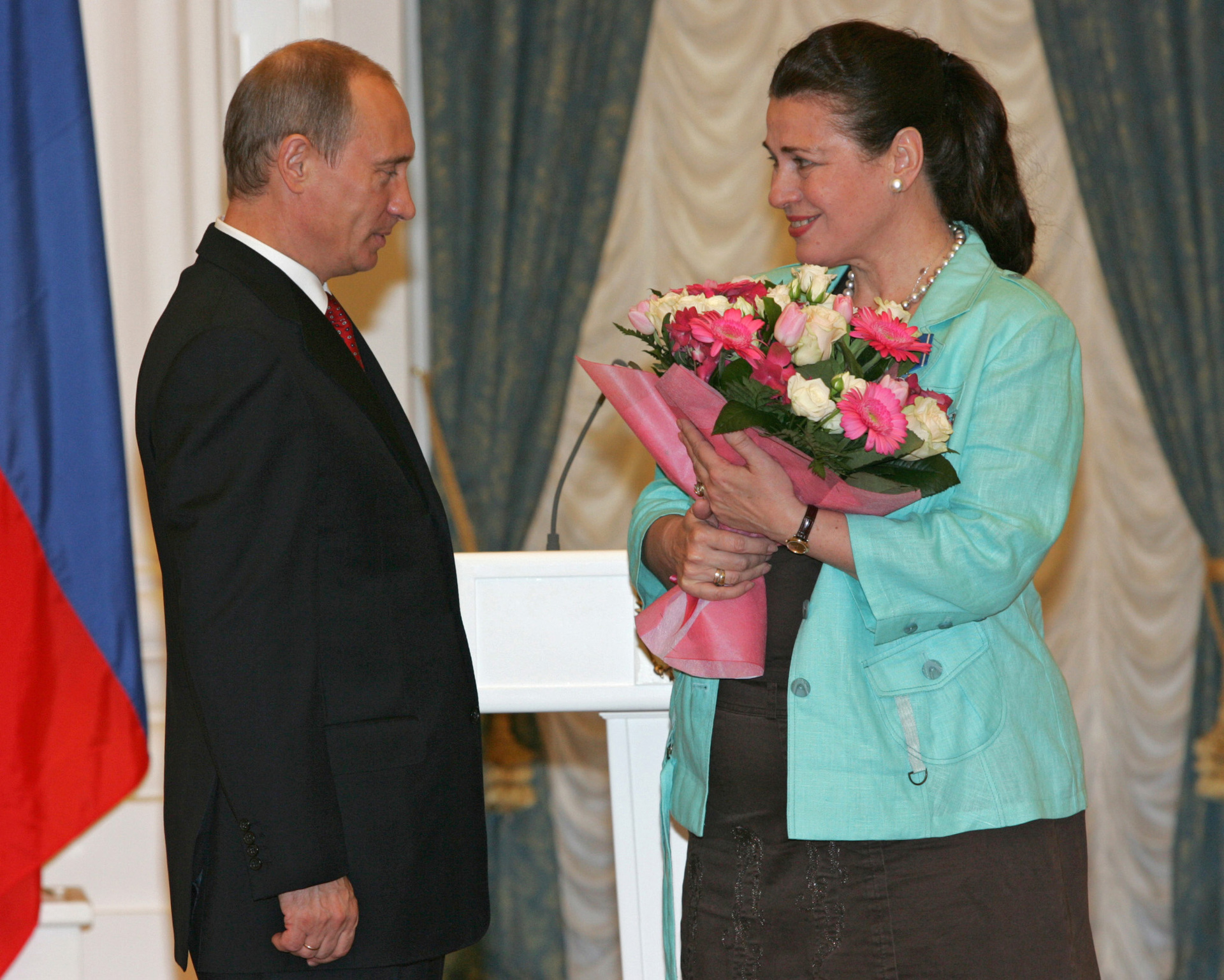
Валентина Толкунова в Кремле, 22 мая 2007 года

- Заслуженная артистка Калмыцкой АССР (1975)[27]
- Заслуженная артистка РСФСР (19 июля 1979) — за заслуги в области советского музыкального искусства[46]
- Народная артистка РСФСР (9 января 1987) — за заслуги в области советского музыкального искусства[47]
- орден Дружбы (20 июля 1996) — за заслуги перед государством, многолетний добросовестный труд [48]
- Медаль «В память 850-летия Москвы» (1997)[27]
- орден Почёта (28 декабря 2006) — за заслуги в развитии отечественного эстрадного искусства[49]

Премии:
- премия Ленинского комсомола (1980) —  за высокое исполнительское мастерство и пропаганду советской песни[27]
- премия МВД России (1995)[27]
- премия имени К. И. Шульженко (1998) — как лучшей певице года и за выдающийся вклад в развитие эстрадной песни

Другие награды, премии, поощрения и общественное признание:
- Почётный железнодорожник (1996)[27]
- Почётный энергетик Российской Федерации (1997)[27]
- почётный знак ФАПСИ (1997)[27]
- Благодарность Президента Российской Федерации (31 декабря 1997) — за большой личный вклад в благотворительную деятельность в области детского милосердия[50]
- Почётная грамота Московской городской Думы (13 июля 2001) — за заслуги перед городским сообществом[51]
- Почётный гражданин города Тынды (2001)[52]
- орден Святого Владимира (общественный) (2003)[27]
- два ордена «Меценаты столетия» (2003, 2006)[27]
- орден Петра Великого (2004)[27]
- Благодарность Министра культуры и массовых коммуникаций Российской Федерации (6 декабря 2005) — за многолетнюю плодотворную деятельность в области развития искусства и культуры Российской Федерации[53]
- орден Святой Анны (общественный) (2006)[27]
- Почётная грамота Правительства Москвы (12 декабря 2006) — за большой вклад в развитие отечественной музыкальной культуры, активную общественную работу и в связи с 40-летием творческой деятельности [54]
- Почётная грамота Правительства Кабардино-Балкарской Республики[27]
- Почётный грамота Правительства Республики Калмыкия[27]
- Почётный артековец[27]
- Почётный БАМовец[27]
- Почётный пограничник[27]

Награды иностранных государств:
- орден княгини Ольги III степени (30 сентября 1999, Украина) — за значительный личный вклад в развитие украинско-российских культурных связей, весомые творческие достижения[55]
- заслуженный деятель искусств Автономной Республики Крым (27 апреля 2001, Автономная Республика Крым, Украина) — за высокое профессиональное мастерство, большой личный вклад в пропаганду русской культуры и развитие многонациональной культуры Крыма, активное участие в Днях культуры Москвы в Автономной Республике Крым[56].
- международный орден Чести (2003)[27]
- международный орден Святого Николая Чудотворца (Украина, 2003) —  за приумножение добра на земле[27]
- орден Святой Великомученицы Варвары от Украинской православной церкви (2004)[27]
- Почётная грамота Правительства Кыргызской Республики (27 июня 2009) — в знак признания особых заслуг перед Кыргызской Республикой[57]
- Почётные грамоты Правительства Эстонии[27]
- Почётная грамота Правительства Казахстана[27]
- Почётная грамота Правительства Туркменистана[27]
- Почётная грамота Правительства Украины[27]